# Sociedad de Salvamento y Seguridad Marítima
La Sociedad de Salvamento y Seguridad Marítima (SASEMAR), comúnmente llamada Salvamento Marítimo, es una empresa pública encargada de la seguridad marítima en aguas españolas. Está adscrita al Ministerio de Transportes y Movilidad Sostenible, a través de la Dirección General de la Marina Mercante. Su fundación data del año 1992, a raíz de la promulgación de la Ley 27/92 de Puertos del Estado y de la Marina Mercante, entrando en funcionamiento en el año 1993.
La Sociedad de Salvamento y Seguridad Marítima tiene como tarea principal el llevar a cabo operaciones de búsqueda y rescate en las zonas de responsabilidad asignadas a España, que cubren más de 1 500 000 km². También tiene asignadas otras tareas como la lucha contra la contaminación marítima, el control del tráfico marítimo —especialmente en zonas de gran tráfico como son el Estrecho de Gibraltar y el dispositivo de separación de tráfico (DST) a la altura de Finisterre—, y la asistencia a embarcaciones.

## Historia
La primera sociedad de salvamento en la mar en España, la Sociedad Española de Salvamento de Náufragos, data de 1880 y estuvo muy influenciada por el éxito de la Royal National Lifeboat Institution británica. Al igual que su homólogo británico, esta sociedad estaba creada por voluntarios, y era gestionada de modo local, sin que existiese una agencia que coordinase los esfuerzos de búsqueda y rescate.
En diciembre de 1971 un boletín de la Sociedad ofreció un balance desde su constitución, cifrando en 18 791 los naufragios a los que se asistió y 16 723 las personas rescatadas.
Con el paso de los años, esta sociedad acabaría desapareciendo y su papel lo pasó a asumir la Armada Española, la empresa estatal Remolques Marítimos S.A. para rescates en alta mar, y la Cruz Roja para rescates a bañistas en playas y costas.
Un siglo después de la creación de la primera experiencia de una sociedad de rescate marítimo, España daría el paso definitivo para sentar las bases de un sistema de salvamento moderno. En 1979, las autoridades españolas firmaron en la ciudad de Hamburgo la inscripción en el Convenio Internacional de Búsqueda y Salvamento SAR 79, que entraría en vigor en 1985. Este convenio definía la organización de una red de centros encargados de la coordinación de los distintos recursos humanos y materiales para la realización de misiones de salvamento.
Con la Armada y la empresa Remolques Marítimos como únicas dos entidades para el rescate marítimo, España, con un total de 7.880 km de costa y una superficie de responsabilidad marítima de más de 1 500 000 km², no disponía de los medios suficientes para cumplir las exigencias de dicho convenio. Por tanto, ante la carestía de medios, se publicó en 1989 el primer Plan Nacional de Salvamento para la construcción de dos centros de coordinación de salvamento y del centro nacional de coordinación, así como la contratación de los primeros buques y helicópteros para dotar de medios a la futura Sociedad de Salvamento y Seguridad Marítima.
La Sociedad de Salvamento y Seguridad Marítima fue creada de iure el 24 de noviembre de 1992, con la promulgación de la Ley 27/92 de Puertos del Estado y de la Marina Mercante. Desde su creación, a Salvamento Marítimo se le encomendaron diversas funciones:

Corresponde a la Sociedad de Salvamento y Seguridad Marítima la prestación de servicios de búsqueda, rescate y salvamento marítimo, de control y ayuda del tráfico marítimo, de prevención y lucha contra la contaminación del medio marino, de remolque y embarcaciones auxiliares, así como la de aquellos complementarios de los anteriores.
Ley 27/92. Artículo 90: Objeto de la sociedad estatal

Desde aquella se responsabiliza de las cuatro zonas de responsabilidad de Búsqueda y Salvamento Marítimo que le tiene asignada la Organización Marítima Internacional (OMI), que son las siguientes: MRCC Atlántico, MRCC Canarias, MRCC Estrecho y MRCC Mediterráneo.

### Los Planes Nacionales de Salvamento
Para cumplir con las responsabilidades suscritas con la Organización Marítima Internacional, se crearon una serie de Planes Nacionales de Servicios Especiales de Salvamento de la Vida Humana en la Mar y de la Lucha contra la Contaminación del Medio Marino, comúnmente conocidos como Plan Nacional de Salvamento. Estos han sido los documentos básicos de planificación y desarrollo del conjunto de las estructuras relativas al control del tráfico marítimo, salvamento y lucha contra la contaminación marina que compete a España. Tiene como objetivo salvaguardar la vida humana en la mar y proteger el medio ambiente mediante la coordinación de todos los recursos susceptibles de ser utilizados ante cualquier emergencia marítima.
Estos Planes Nacionales de Salvamento, han contribuido a que España mejore sus capacidades de rescate y protección marina a lo largo de los años. En el año de su creación, en 1993, Salvamento Marítimo tan solo contaba con tres helicópteros, una flota propia compuesta de embarcaciones de la clase Salvamar y varios remolcadores en régimen de alquiler.
El Plan Nacional de Seguridad y Salvamento Marítimo en vigor, es el 2010-2018 con una dotación de 1 690,5 millones de euros, revisable en 2013 en función de las necesidades operativas del momento.
A nivel laboral la CGT es el sindicato mayoritario, cuenta con una amplia afiliación de los trabajadores de Salvamento Marítimo.[cita requerida]

## Colaboración con otros organismos

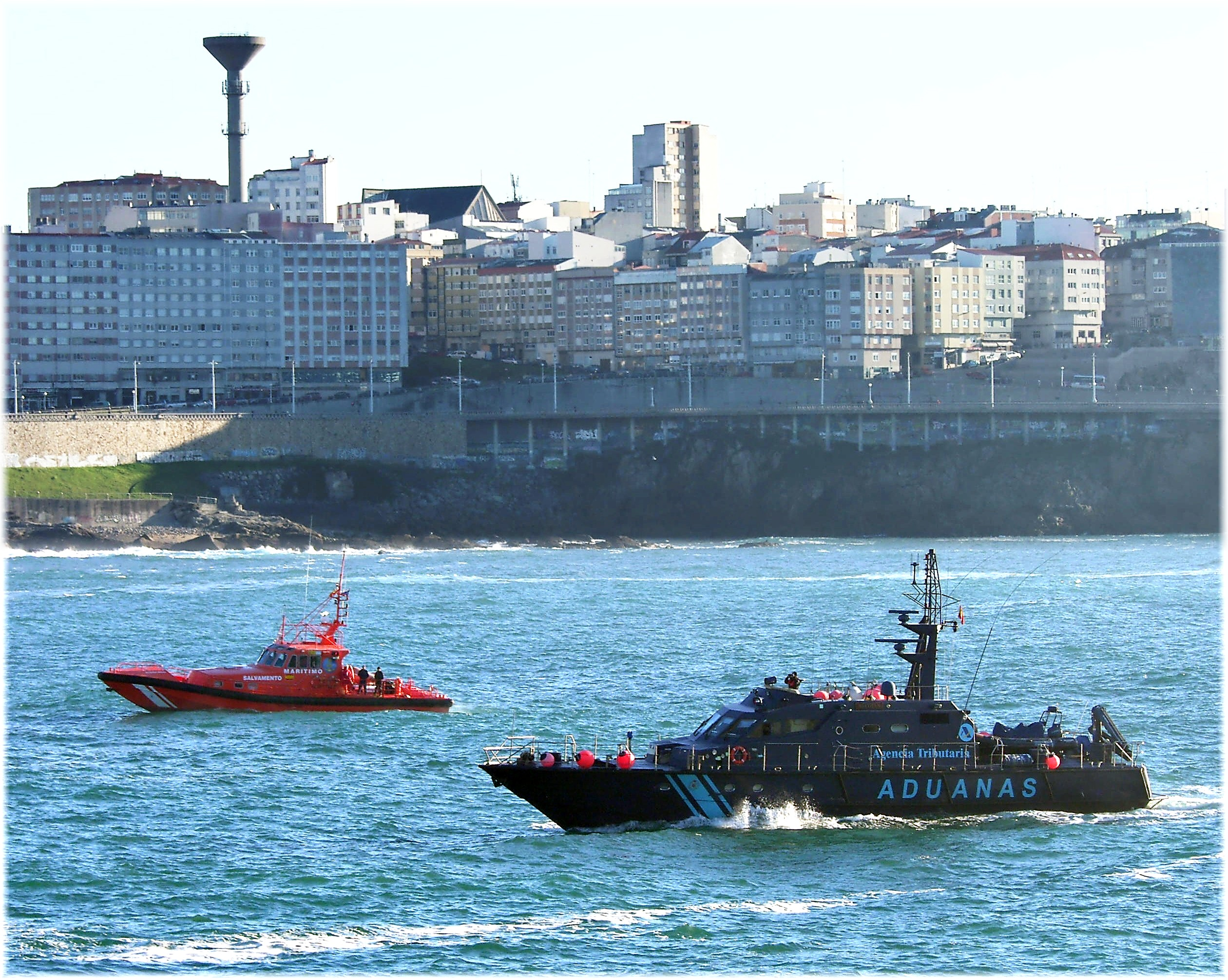
Un patrullero del Servicio de Vigilancia Aduanera colaborando con una embarcación de la clase Salvamar en un dispositivo de búsqueda en La Coruña.

Salvamento Martítimo, además de sus medios propios, se responsabiliza de coordinar la intervención de los medios pertenecientes a otras administraciones e instituciones colaboradoras, en las áreas correspondientes a la búsqueda, salvamento y lucha contra en la contaminación en la mar. Estos organismos son:
- Servicios de emergencia de las comunidades autónomas

- Protección Civil

- Armada Española

- Servicio de Búsqueda y Rescate (SAR) del Ejército del Aire

- Servicio Marítimo de la Guardia Civil

- Servicio de Vigilancia Aduanera de la Agencia Tributaria.

- Secretaría General de Pesca Marítima

- Centro Radiomédico del Instituto Social de la Marina

- Cuerpo Nacional de Policía

- Cellnex Telecom.

- Cruz Roja Española

## Centros de salvamento

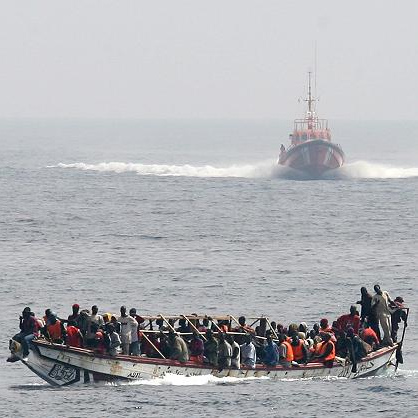
Una embarcación de la clase Salvamar, acudiendo al auxilio de un cayuco.

La Sociedad de Salvamento y Seguridad Marítima cuenta con un total de 21 centros para gestionar a los distintos medios disponibles. Estos se dividen en un Centro Nacional de Coordinación de Salvamento (CNCS), ubicado en Madrid, y veinte Centros de Coordinación de Salvamento (CCS), que son los siguientes:

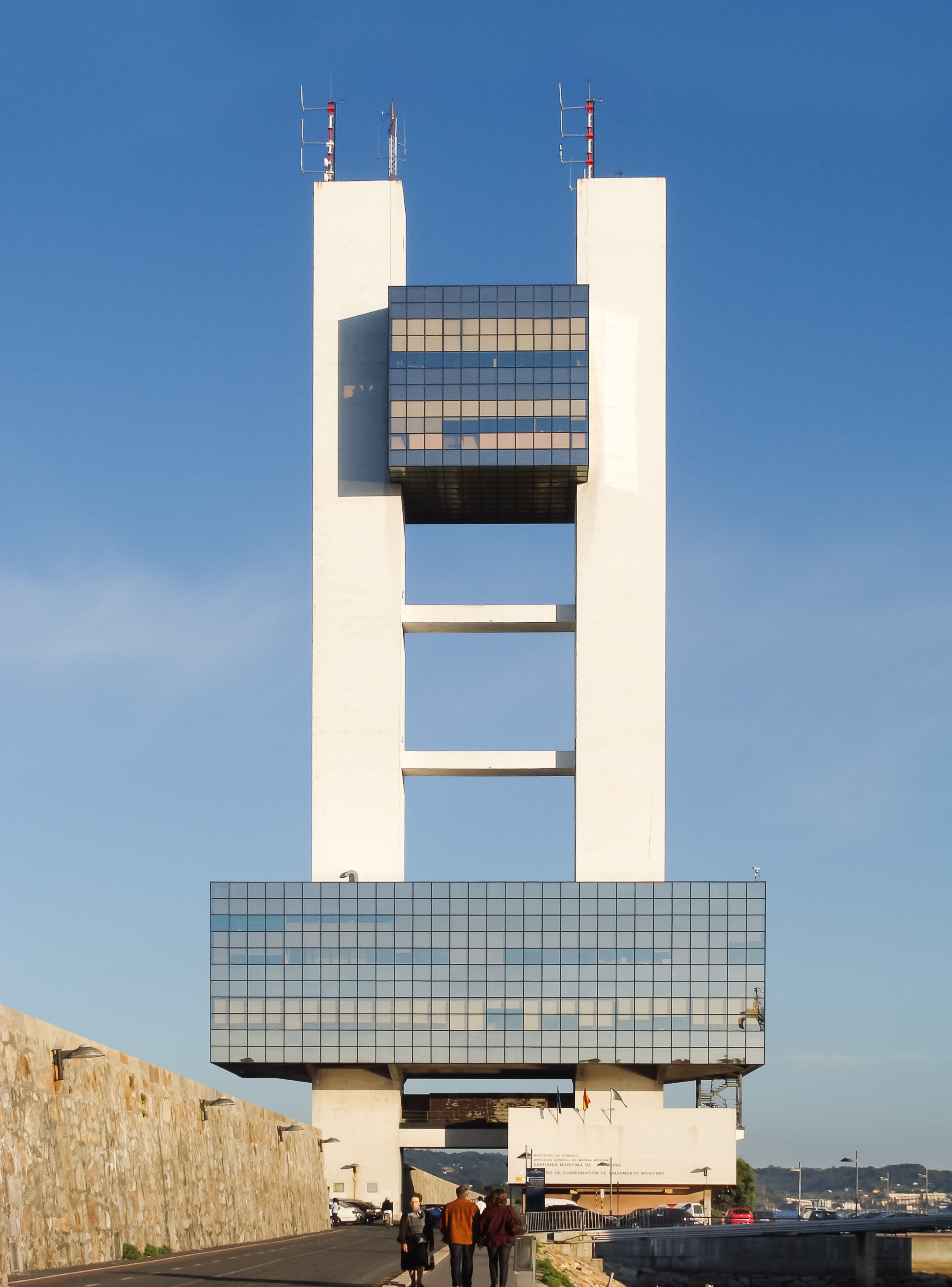
Torre del Centro de Coordinación de Salvamento de La Coruña.
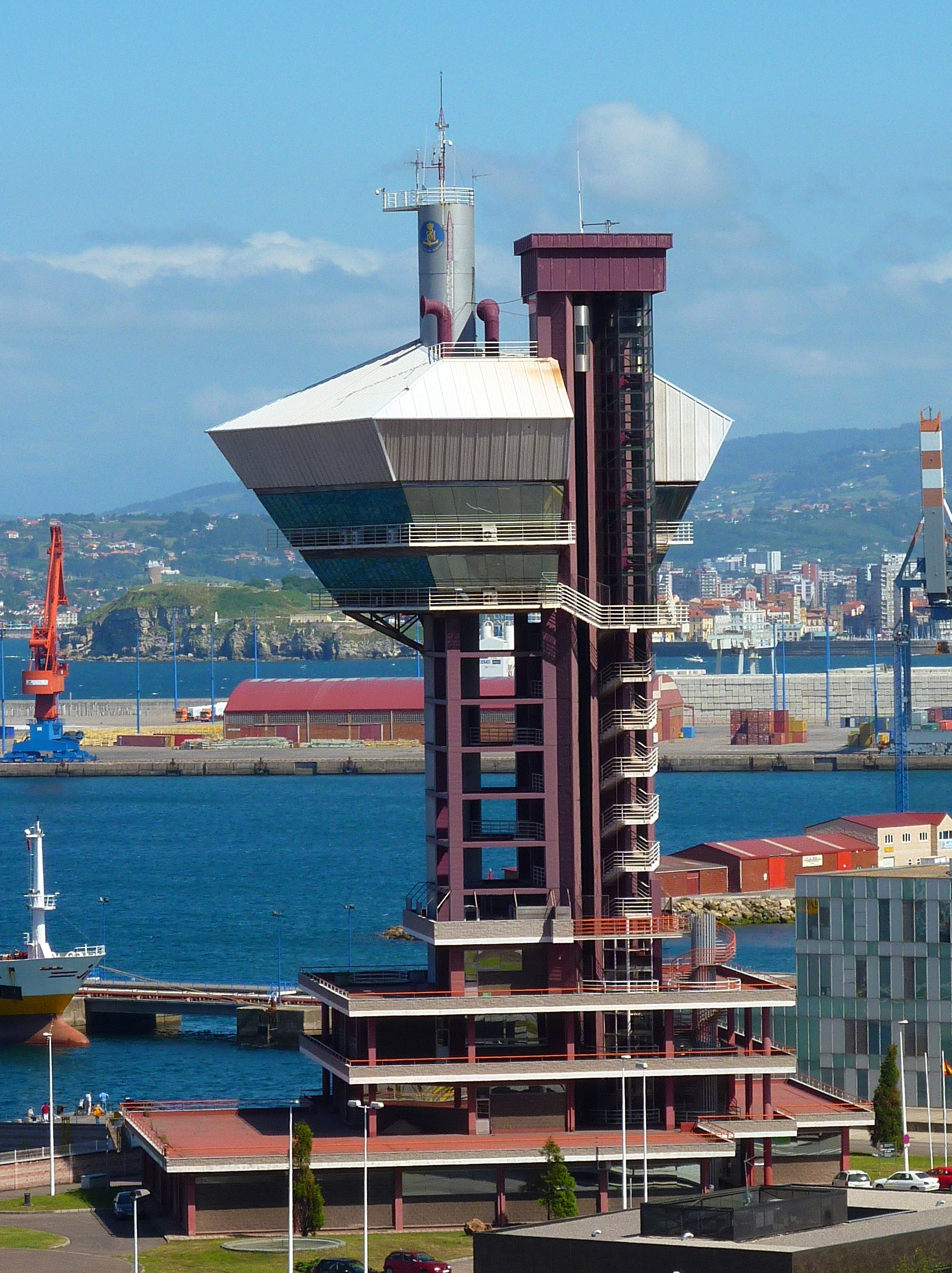
Torre del Centro de Coordinación de Salvamento de Gijón.
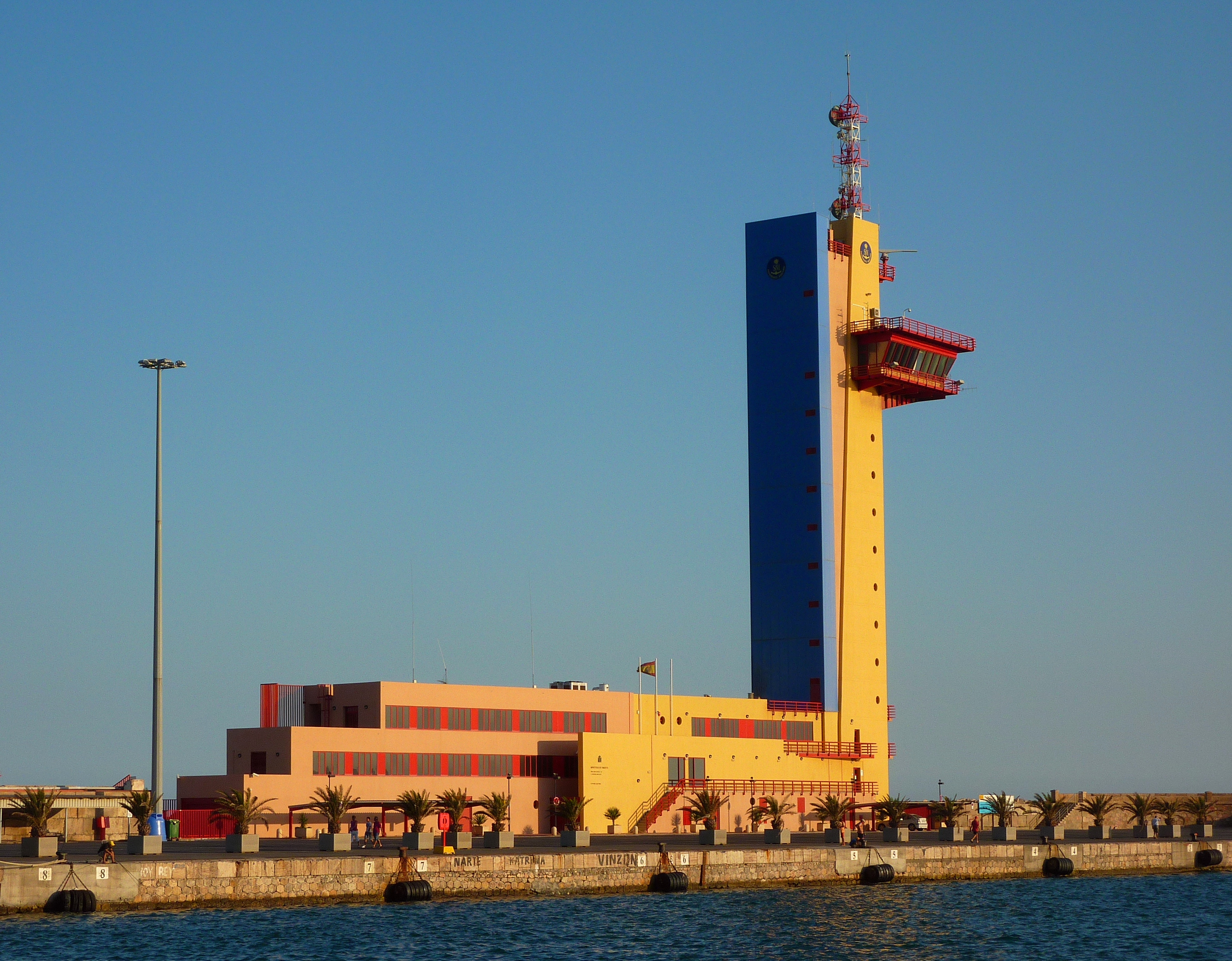
Centro de Coordinación de Salvamento de Almería.
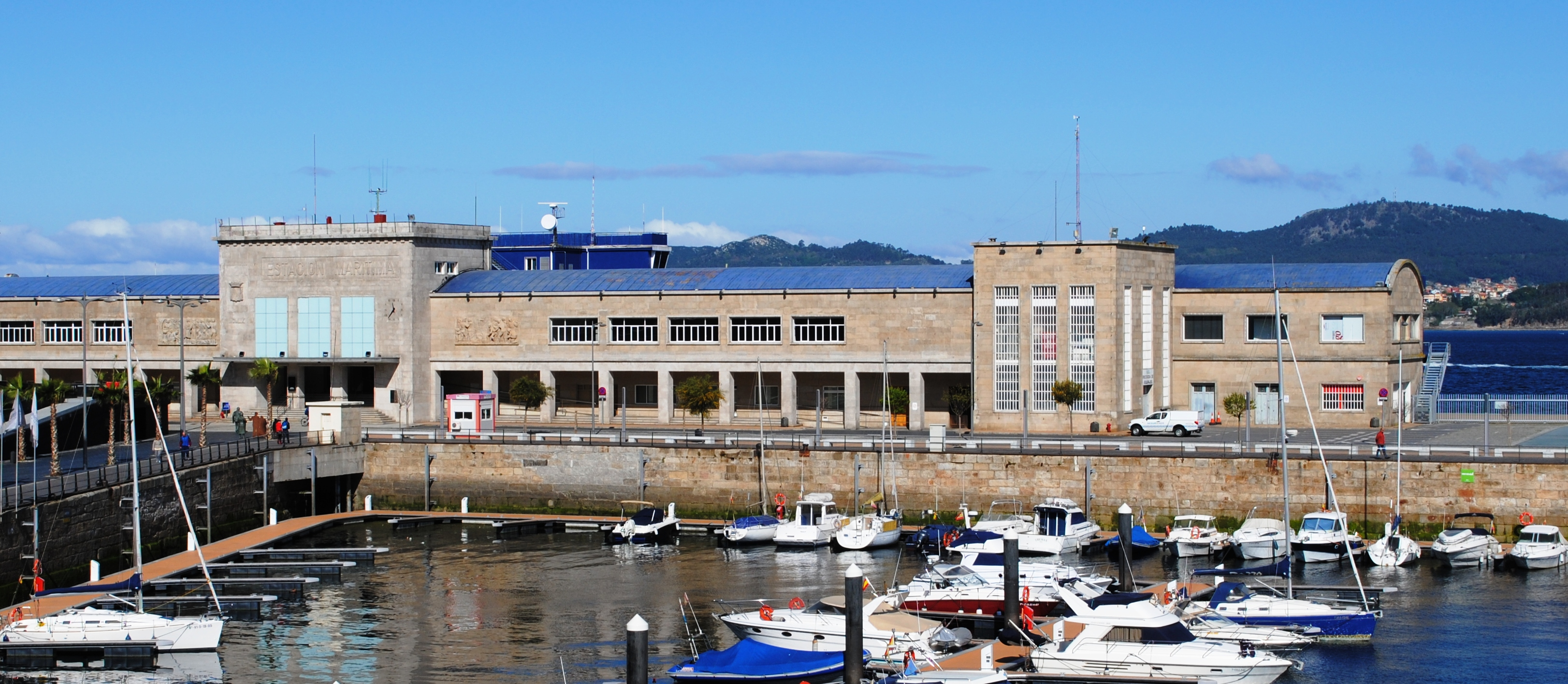
Centro de Coordinación de Salvamento de Vigo.

- Centros de Coordinación de Salvamento de la zona atlántica
  - CCS Vigo (Vigo (Pontevedra))
  - CCS Finisterre (Puerto del Son (La Coruña))
  - CCS La Coruña (La Coruña)
  - CCS Gijón (Gijón (Asturias))
  - CCS Santander (Santander (Cantabria))
  - CCS Bilbao (Algorta, Guecho (Vizcaya))

- Centros de Coordinación de Salvamento de la zona de Canarias
  - CCS Las Palmas (Las Palmas de Gran Canaria)
  - CCS Tenerife (Santa Cruz de Tenerife)

- Centros de Coordinación de Salvamento de la zona del Estrecho
  - CCS Algeciras (Algeciras (Cádiz))
  - CCS Tarifa (Tarifa (Cádiz))
  - CCS Cádiz (Cádiz)
  - CCS Huelva (Huelva)

- Centros de Coordinación de Salvamento de la zona mediterránea
  - CCS Palamós (Palamós (Gerona)) Cerrado en 2012
  - CCS Barcelona (Barcelona)
  - CCS Tarragona (Tarragona)
  - CCS Castellón (Castellón de la Plana)
  - CCS Valencia (Valencia)
  - CCS Palma (Palma de Mallorca (Baleares))
  - CCS Cartagena (Cartagena (Murcia))
  - CCS Almería (Almería)

## Unidades de salvamento

### Unidades marítimas
Para la realización de sus labores, la Sociedad de Salvamento y Seguridad Marítima dispone de medios marítimos y aéreos. Dentro de las unidades marítimas dispone de un total de cuatro buques polivalentes, diez remolcadores de altura, cuatro embarcaciones de intervención rápida, cincuenta y cinco embarcaciones de salvamento y cuarenta y dos embarcaciones de menor tamaño, sumando en total unas 121 embarcaciones.

#### Buques polivalentes[16]
Son los buques de mayor tamaño de Salvamento marítimo (junto con el nuevo Heroínas de Sálvora) y tienen la función de salvamento, de lucha contra la contaminación y de remolque a buques. Tienen capacidad de almacenamiento de residuos, de aspiración de vertidos y colocación de barreras de contención.

Cada buque opera en una zona estratégica del país como en el océano Atlántico y mar Mediterráneo o el estrecho de Gibraltar y el archipiélago Canario.

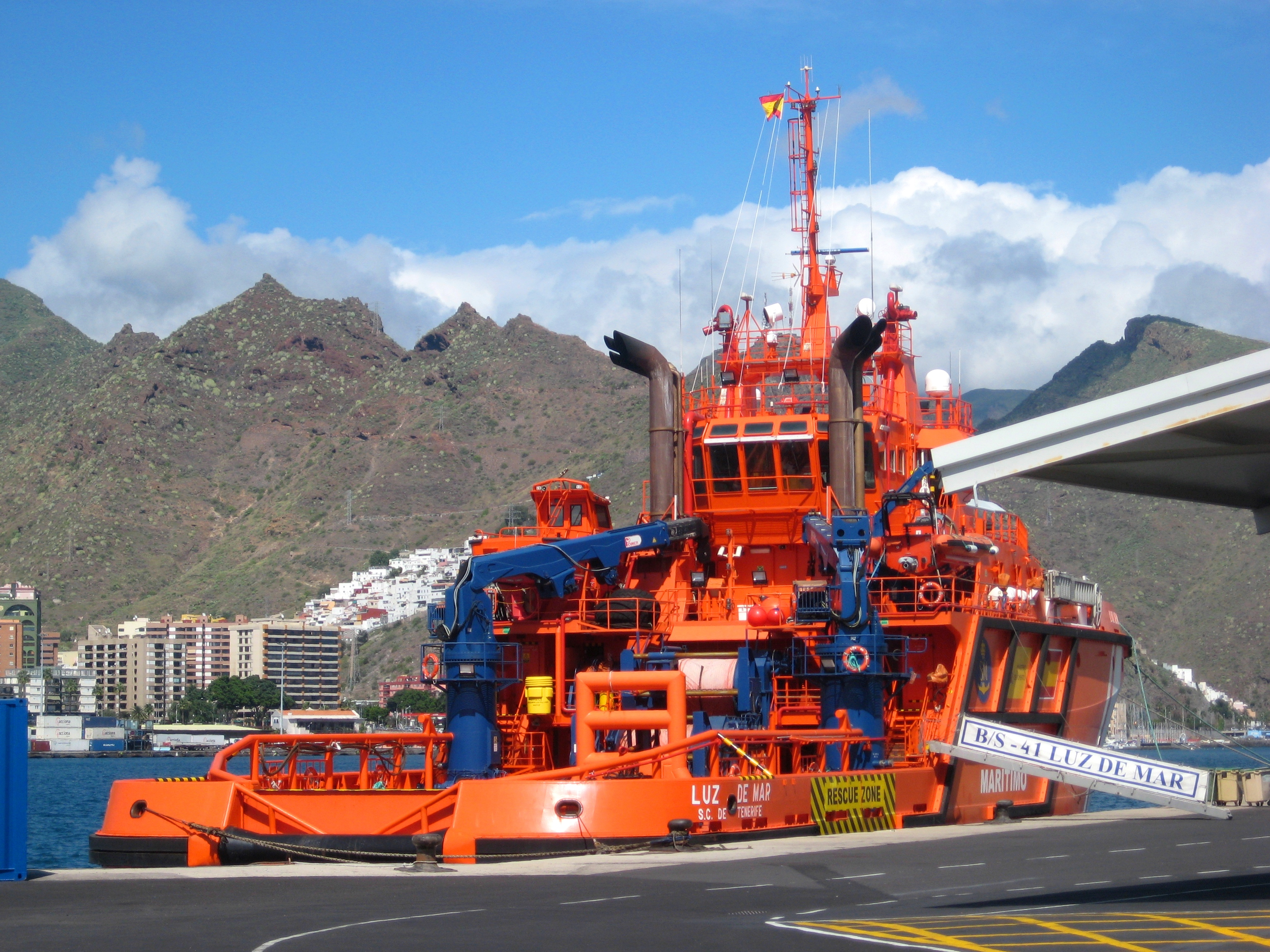
Buque Polivalente Luz de Mar, BS-41, en el Puerto de Santa Cruz de Tenerife.

Buques de la Clase Luz de Mar
| Nombre              | Código | Año  | Potencia (cv.) | Tiro (tons.) | Eslora (m.) | Zona     |
| ------------------- | ------ | ---- | -------------- | ------------ | ----------- | -------- |
| Luz de Mar          | BS-41  | 2005 | 10 300         | 128          | 56          | Estrecho |
| Miguel de Cervantes | BS-21  | 2005 | 10 300         | 128          | 56          | Canarias |

Buques de la Clase Don Inda
| Nombre          | Código | Año  | Potencia (cv.) | Tiro (tons.) | Eslora (m.) | Zona         |
| --------------- | ------ | ---- | -------------- | ------------ | ----------- | ------------ |
| Don Inda        | BS-11  | 2006 | 20 600         | 228          | 80          | Atlántico    |
| Clara Campoamor | BS-32  | 2007 | 20 600         | 228          | 80          | Mediterráneo |

#### Buques remolcadores

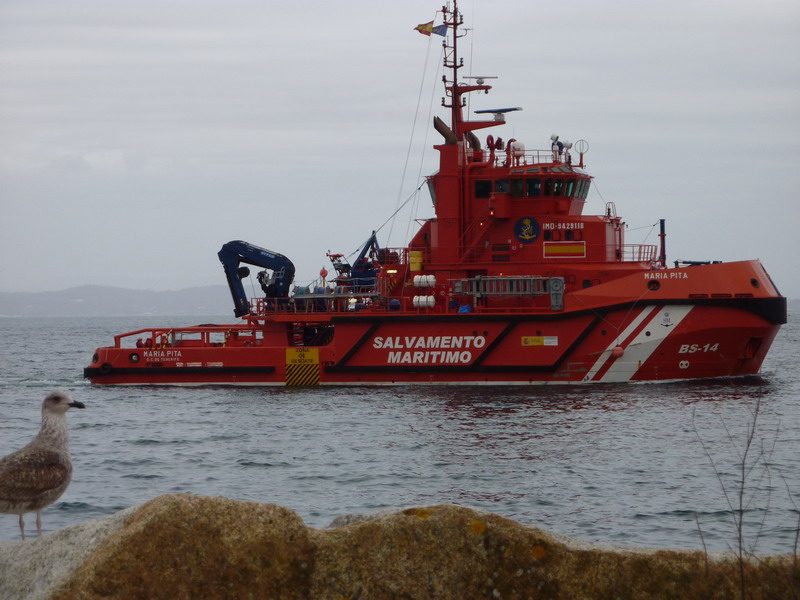
Buque Remolcador María Pita (BS-14).

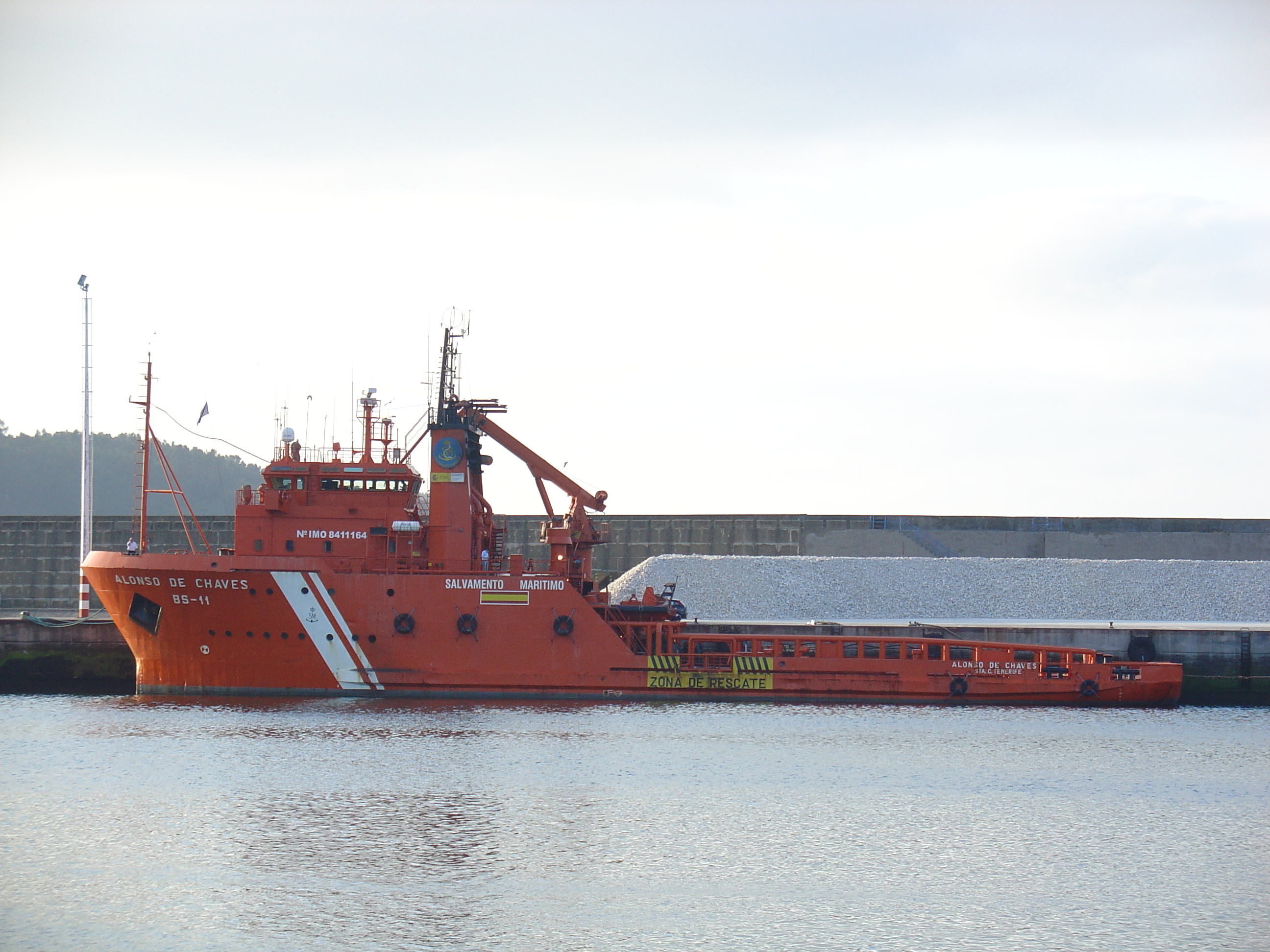
Buque Remolcador Alonso de Chaves (BS-12) en el Puerto de Cillero, Vivero (Lugo).

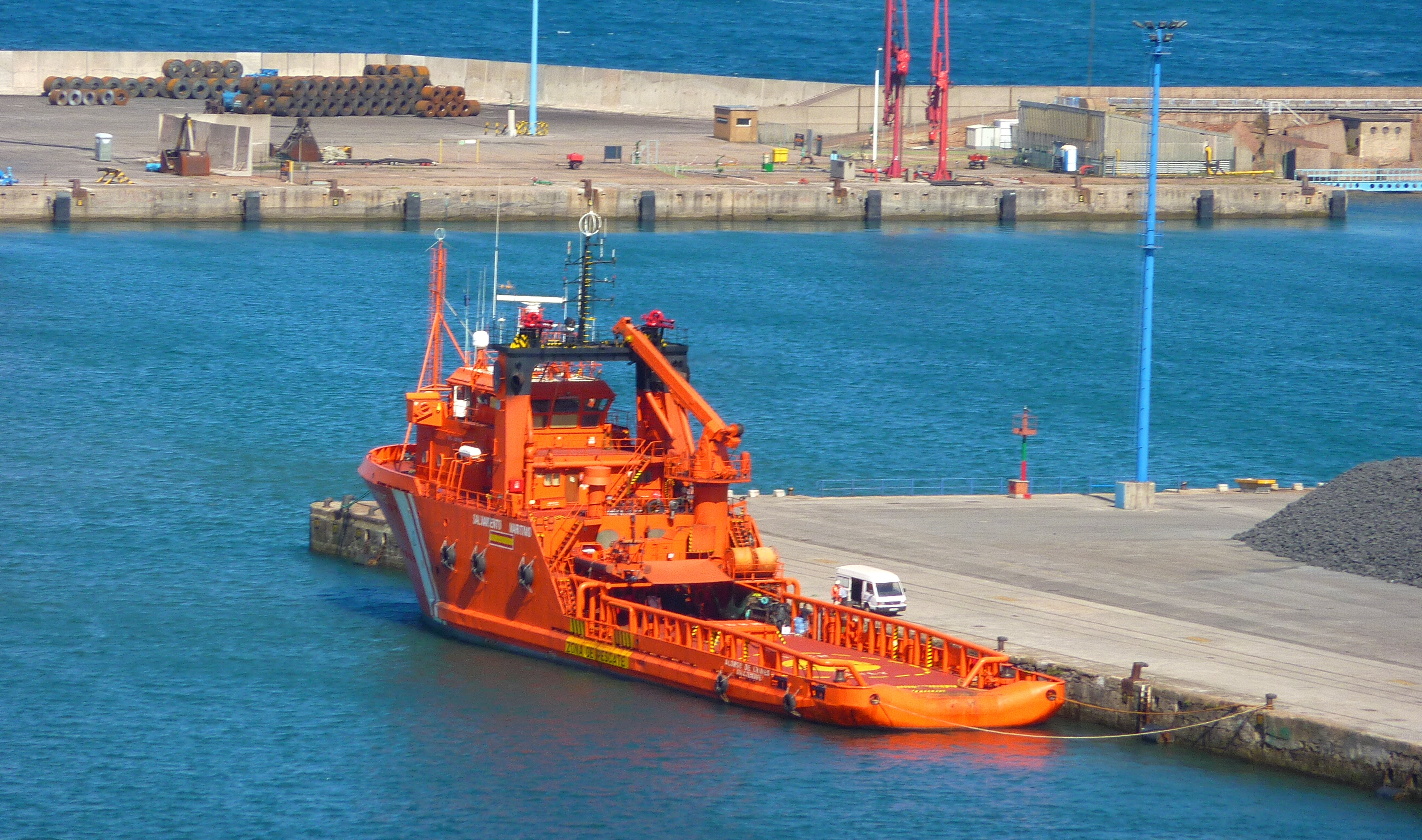
Otra imagen del Alonso de Chaves, aquí en el Puerto del Musel, Gijón (Asturias).

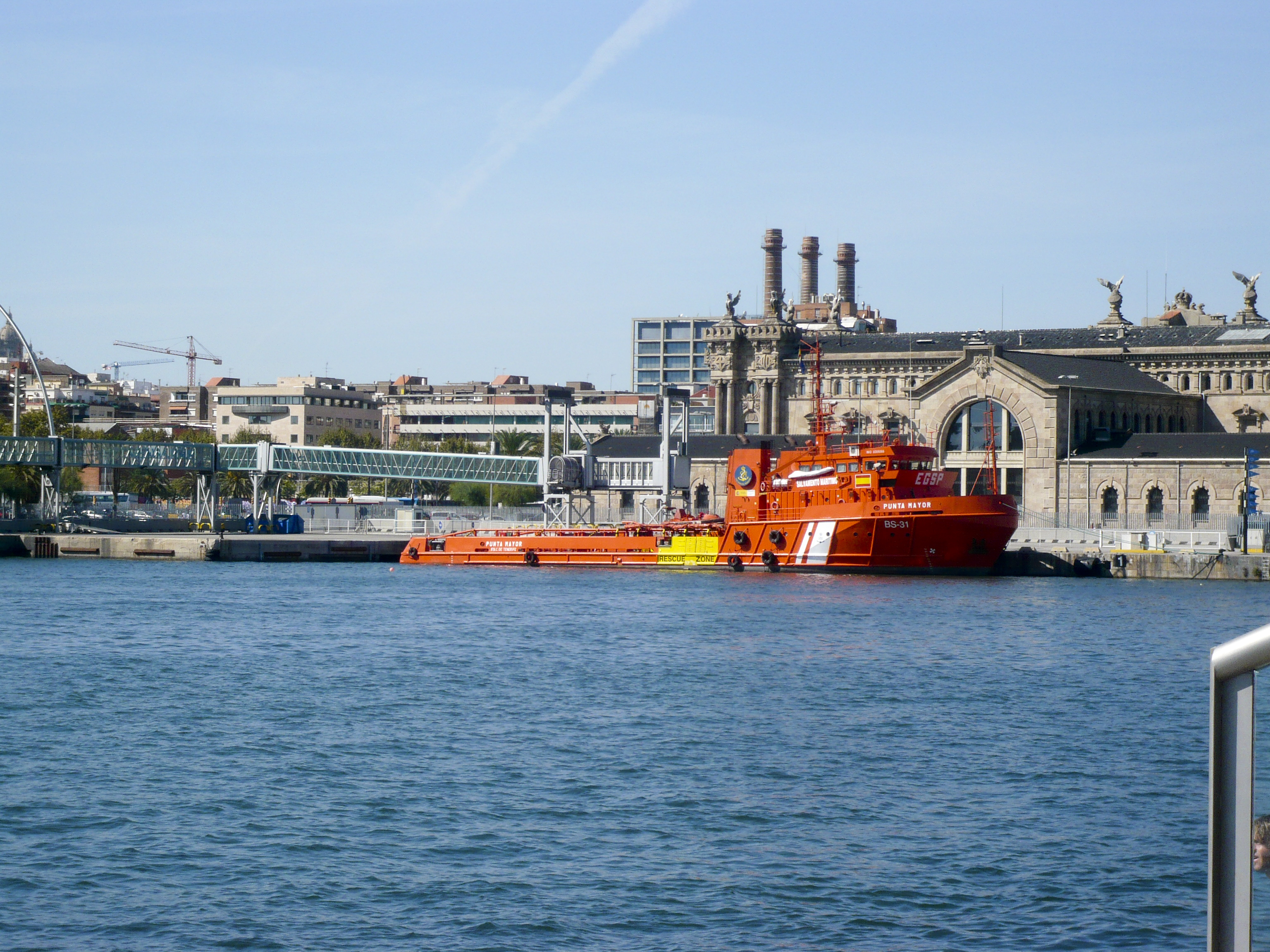
Buque Remolcador Punta Mayor (BS-31) en el Puerto de Barcelona, Barcelona.

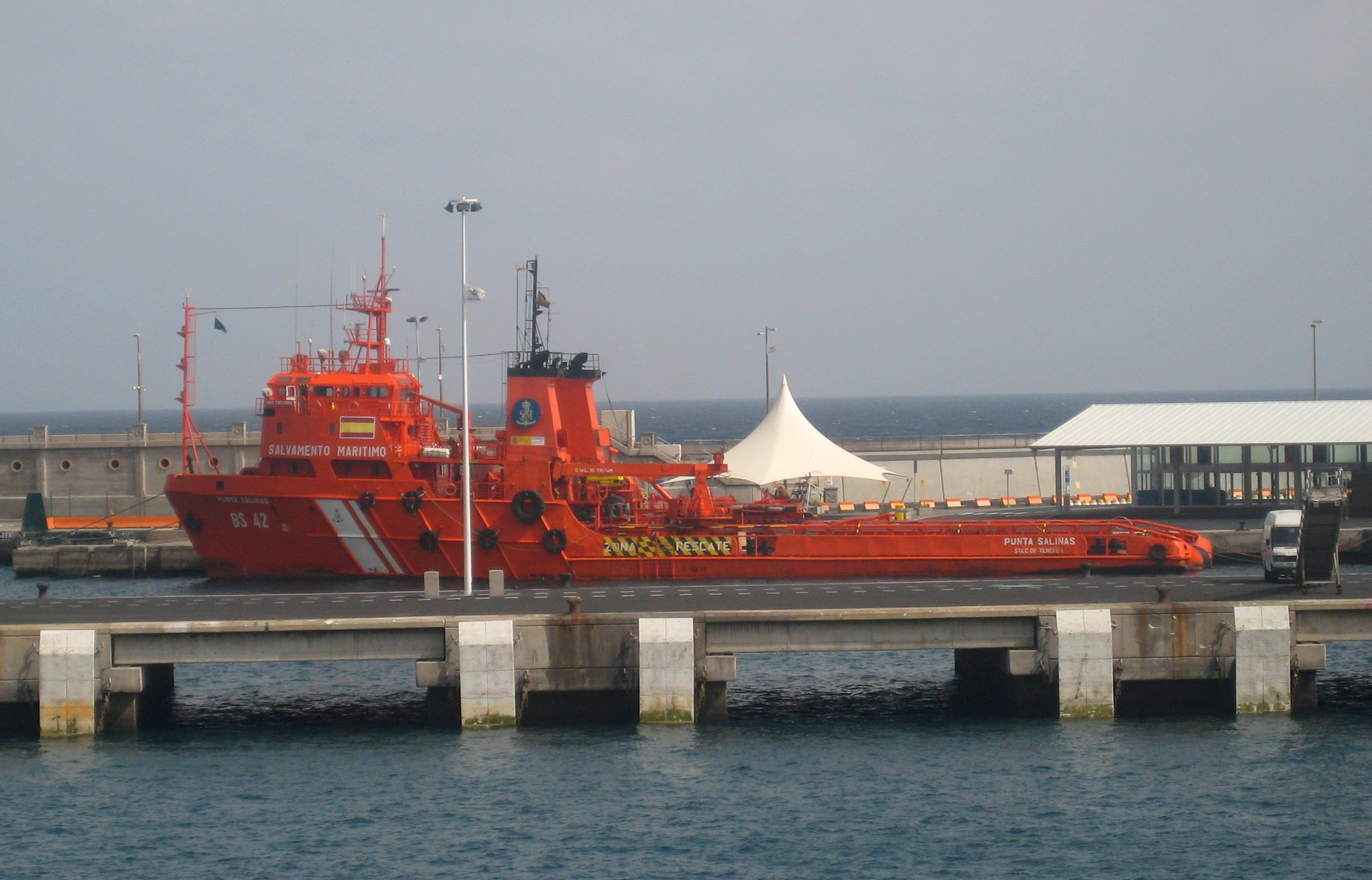
Buque Remolcador Punta Salinas (BS-42) en Santa Cruz de Tenerife.

Salvamento Marítimo dispone de diez buques remolcadores.
Buques de la clase María de Maeztu
| Nombre          | Código | Año  | Potencia (cv.) | Tiro (tons.) | Eslora (m.) | Zona                 |
| --------------- | ------ | ---- | -------------- | ------------ | ----------- | -------------------- |
| María Pita      | BS-14  | 2007 | 5 500          | 60           | 39,7        | Galicia (Rías Bajas) |
| María Zambrano  | BS-22  | 2007 | 5 500          | 60           | 39,7        | Golfo de Cádiz       |
| María de Maeztu | BS-13  | 2008 | 5 500          | 60           | 39,7        | Cornisa Cantábrica   |
| Marta Mata      | BS-33  | 2008 | 5 500          | 60           | 39,7        | Baleares             |
| Sar Mastelero   | BS-23  | 2010 | 5 500          | 60           | 39,7        | Mediterráneo Sur     |
| Sar Gavia       | BS-15  | 2010 | 5 500          | 60           | 39,7        | Galicia (Rías Altas) |
| Sar Mesana      | BS-34  | 2010 | 5 500          | 60           | 39,7        | Levante              |

Otros Remolcadores en propiedad
| Nombre              | Código | Año  | Potencia (cv.) | Tiro (tons.) | Eslora (m.) | Zona                  |
| ------------------- | ------ | ---- | -------------- | ------------ | ----------- | --------------------- |
| Alonso de Chaves    | BS-12  | 1987 | 8 640          | 105          | 63          | Cantábrico Occidental |
| Punta Salinas       | BS-42  | 1982 | 8 800          | 97,7         | 63          | Canarias              |
| Punta Mayor         | BS-31  | 1984 | 8 000          | 81           | 60          | Mediterráneo Norte    |
| Heroínas de Sálvora |        |      |                | 200          | 82.35       |                       |

#### Embarcaciones de intervención rápida[16]

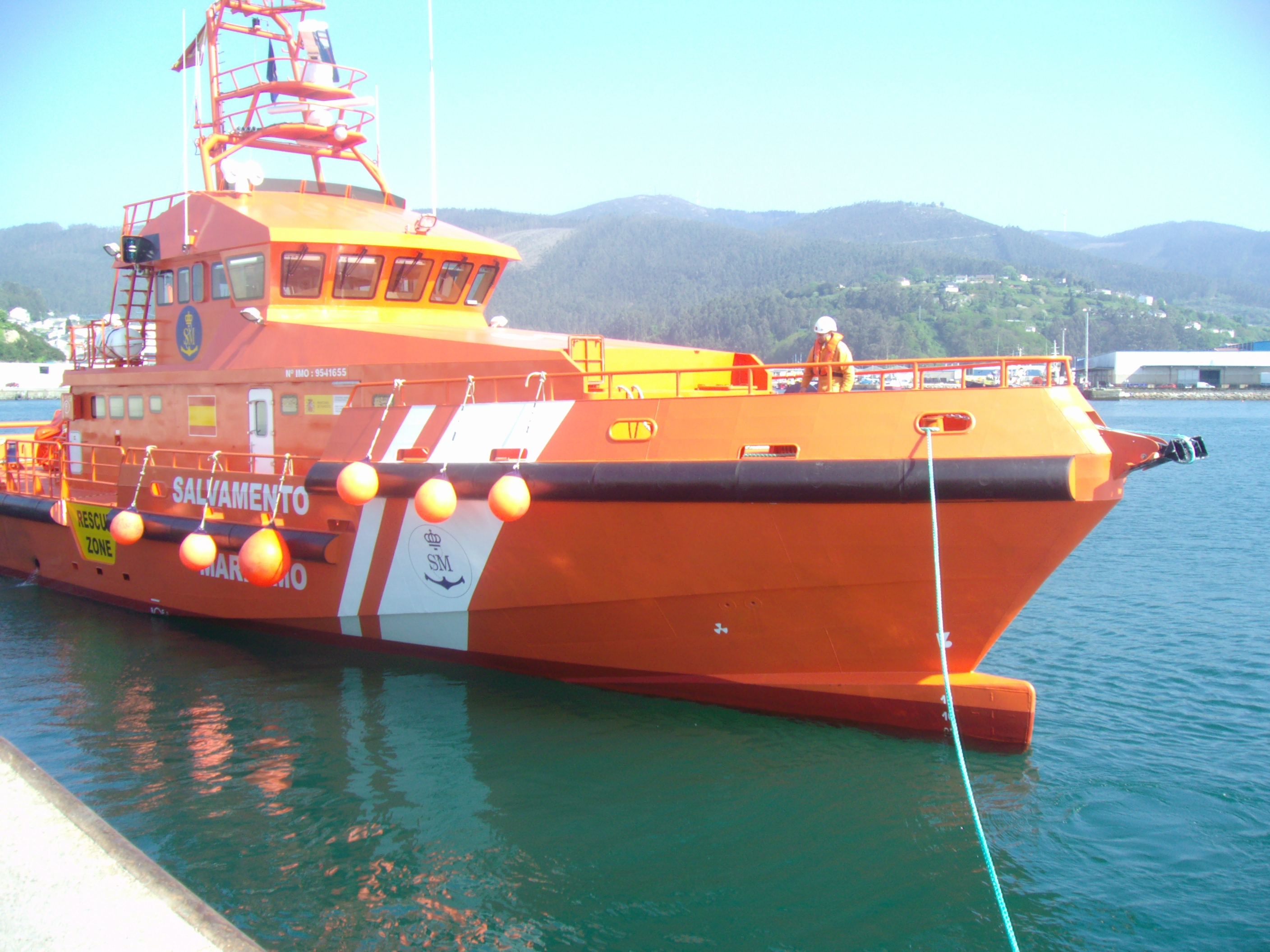
Embarcación de Intervención Rápida Guardamar Concepción Arenal (G-10) en el Puerto de Cillero, Vivero (Lugo).

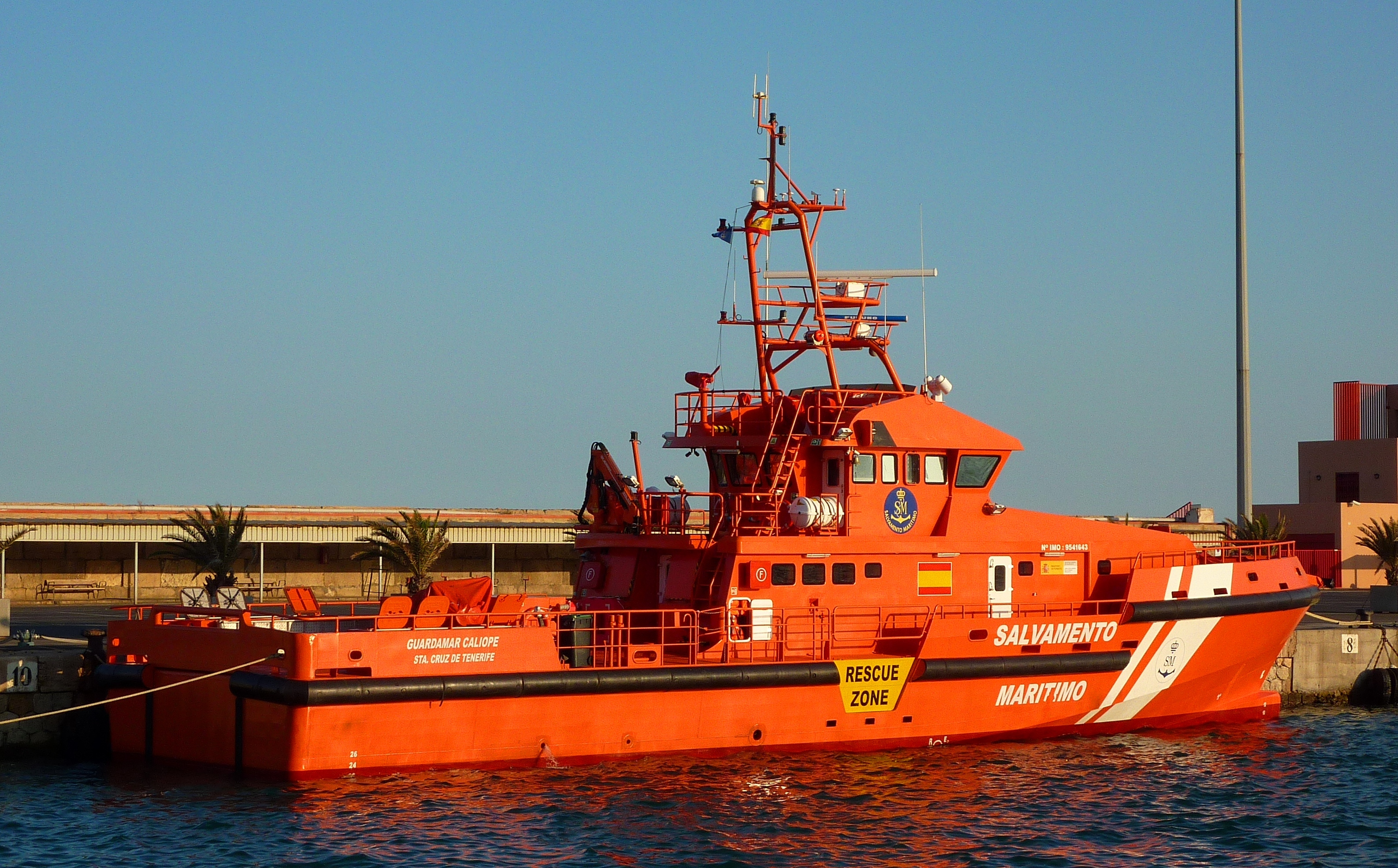
Embarcación de Intervención Rápida Guardamar Calíope (G-40) en el Puerto de Almería, Almería.

Conocidas como "Guardamares", son un total de cuatro embarcaciones fabricadas por Auxiliar Naval del Principado, del grupo Astilleros Armón y una de nueva construcción por el Astillero Armón en Burela.A diferencia de las Salvamares no tienen un puerto fijo, sino que operan en el punto de la costa española donde se requieran por criterios efectividad.
| Nombre                                                | Código | Entrada en servicio   | Potencia (cv.) | Tripulación | Eslora (m.) | Base                   | IMO     |
| ----------------------------------------------------- | ------ | --------------------- | -------------- | ----------- | ----------- | ---------------------- | ------- |
| Guardamar Calíope                                     | G-40   | 6 de octubre de 2008  | 3.480 kW       | 8           | 31          | Lanzarote              | 9541643 |
| Guardamar Concepción Arenal (ex Guardamar Terpsícore) | G-10   | 18 de febrero de 2009 | 3.480 kW       | 8           | 31          | El Hierro              | 9541655 |
| Guardamar Polimnia                                    | G-30   | 2009                  | 3.480 kW       | 8           | 31          | Las Palmas             | 9541679 |
| Guardamar Talía                                       | G-20   | 2009                  | 3.480 kW       | 8           | 31          | Lanzarote              | 9541667 |
| Guardamar Urania                                      | G-50   | 2023                  | 3.680 kW       | 8           | 40          | Santa Cruz de Tenerife | 9967770 |

#### Embarcaciones de salvamento[16]
Conocidas como "Salvamares", son un total de cincuenta y cinco barcos que son capaces de navegar a alta velocidad (en torno a los treinta nudos), distribuidas por toda la costa española. Existen dos tipos de clases de navíos dentro de las Salvamares; las Alusafe 2000, de 20 o 21 metros de eslora, y las Alusafe 1500, de 15 metros de eslora. Ambas clases fueron diseñadas por la compañía Maritime Partner AS, de Ålesund, Noruega, que construyó las cinco primeras unidades de las Alusafe 1500 de SASEMAR, habiendo sido las demás de esa clase y todas las de la Alusafe 2000 fabricadas en España bajo licencia, según un contrato firmado en febrero de 1992, por el astillero Auxiliar Naval del Principado, perteneciente al grupo Astilleros Armón, en Puerto de Vega, parroquia del concejo de Navia  (Asturias). Un derivado de las Alusafe 1500, la clase Alusafe 1500 Mk.II, es empleado asimismo en España, en este caso en el Servicio Marítimo de la Guardia Civil.
Zona Atlántica

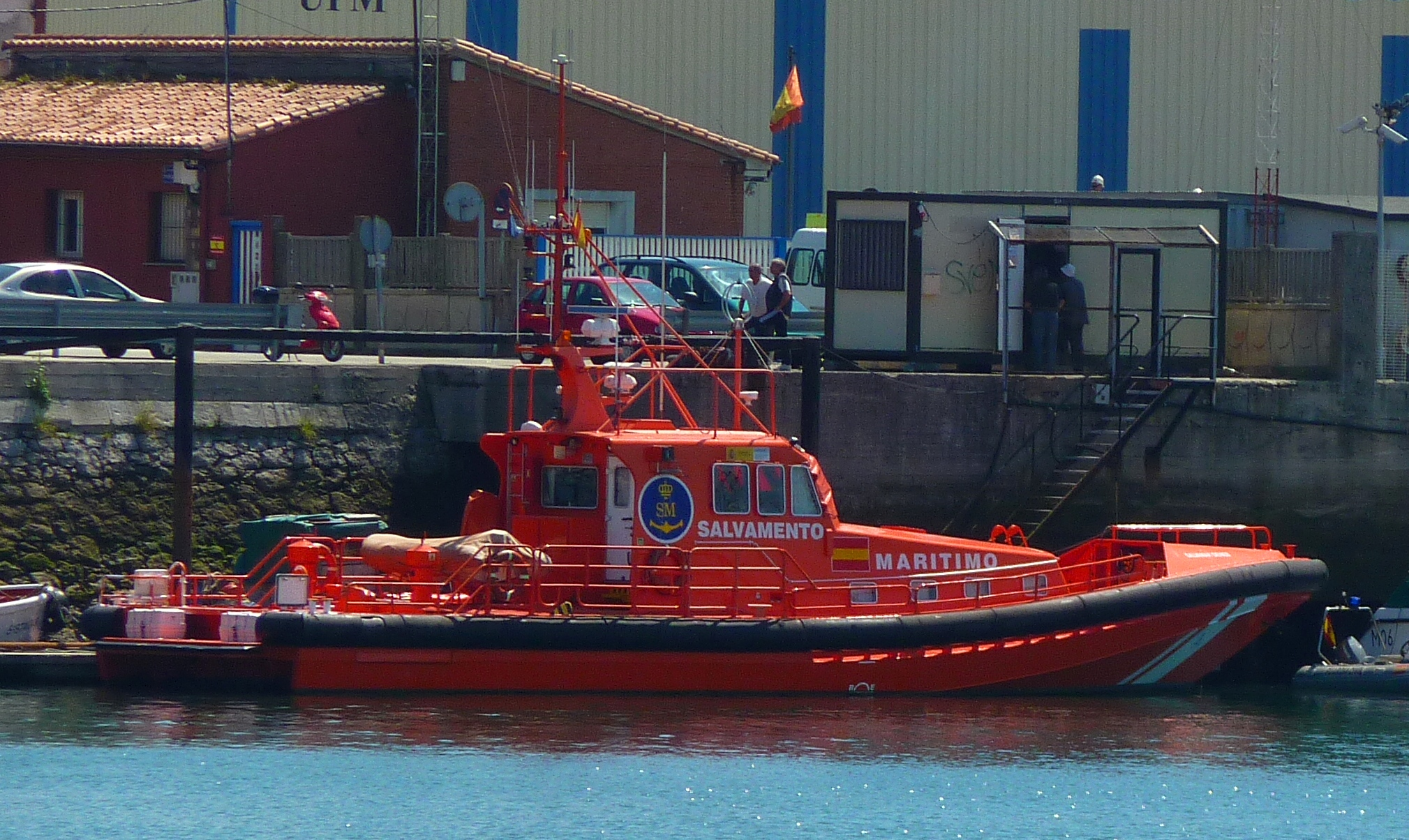
Embarcación de Salvamento Salvamar Deneb en su base en el Puerto de Santander (Cantabria).
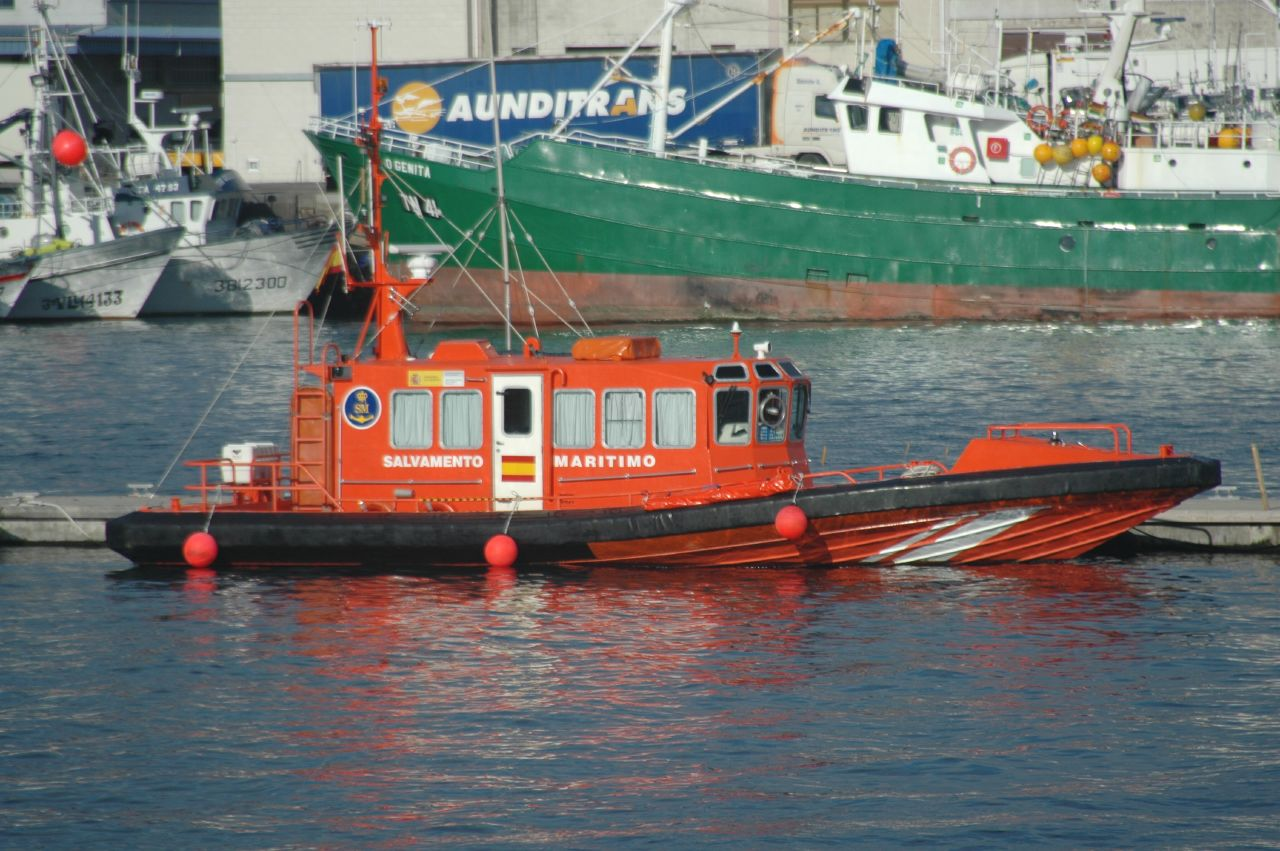
Embarcación de Salvamento Salvamar Sargadelos en el Puerto de Riveira, Riveira (La Coruña).
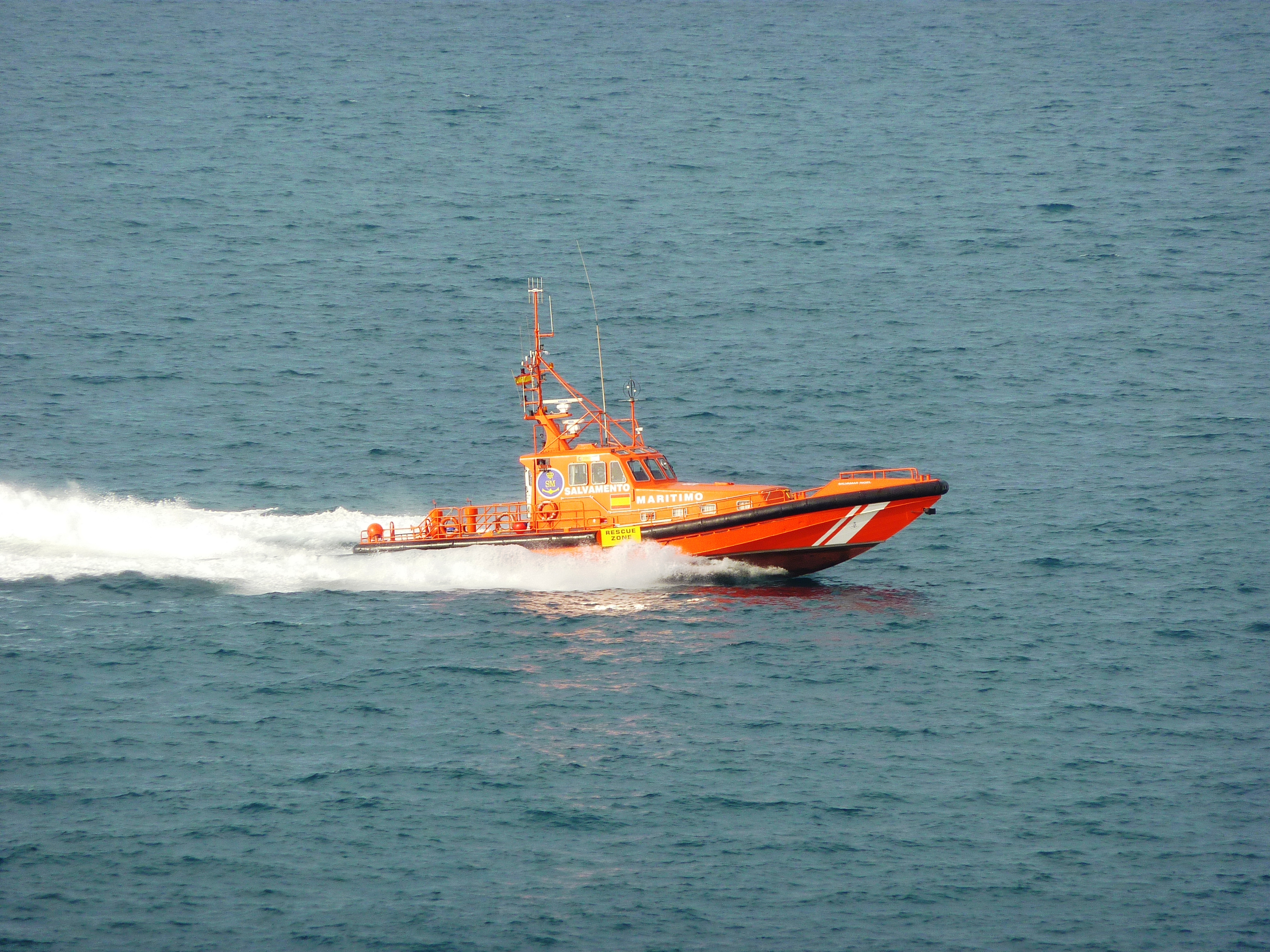
Embarcación de Salvamento Salvamar Rigel.
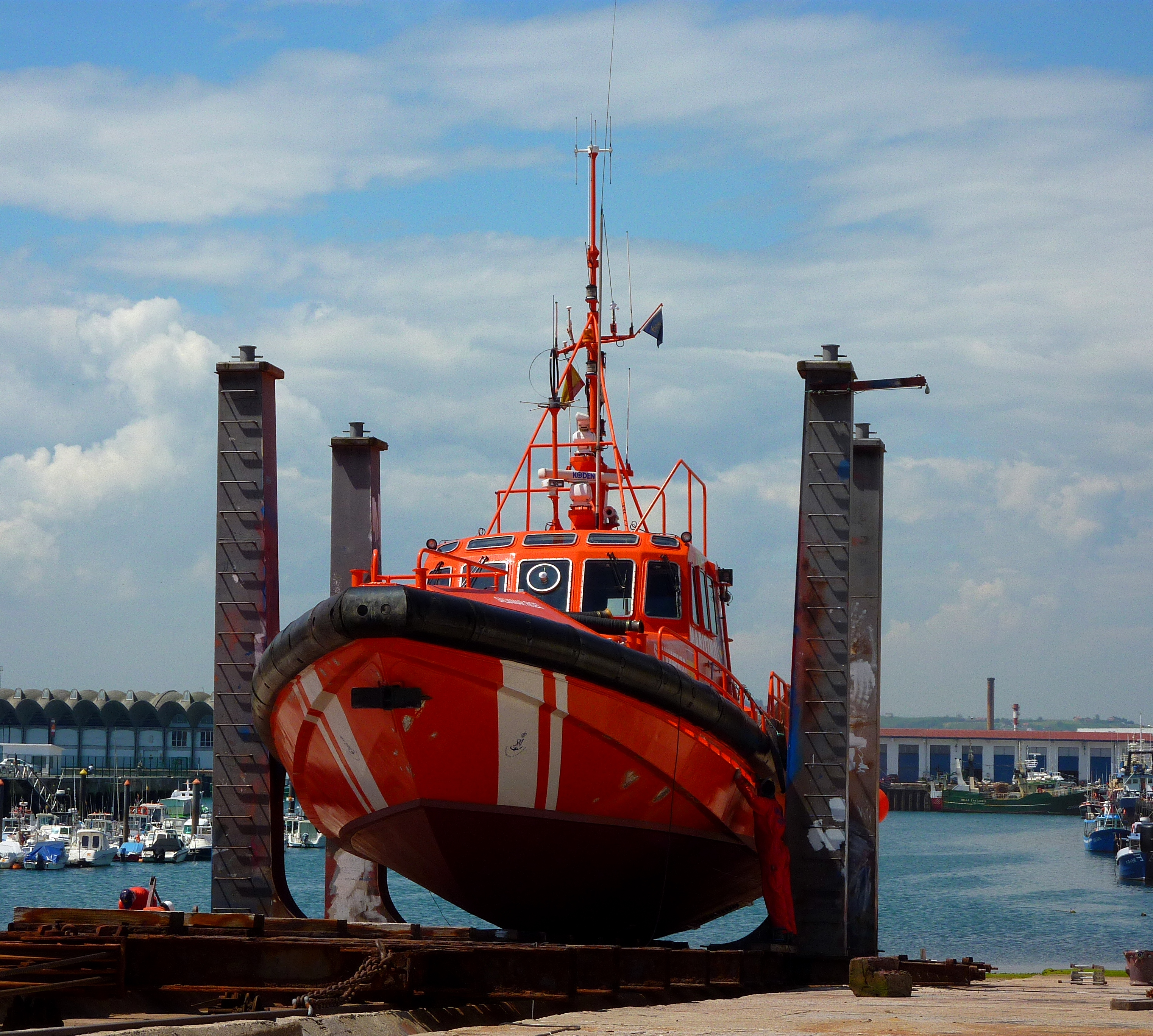
De nuevo la Salvamar Rigel, aquí en el varadero del Puerto de Santander (Cantabria).

| Nombre       | Entrada en servicio     | Potencia (cv.) | Tripulación | Eslora (m.) | Base                           |
| ------------ | ----------------------- | -------------- | ----------- | ----------- | ------------------------------ |
| Orión        | 22 de diciembre de 1999 | 2 x 1.300      | 3           | 20          | Pasajes (Guipúzcoa)            |
| Alcyone      | 27 de junio de 2008     | 2 x 1400       | 3           | 21          | Bilbao (Vizcaya)               |
| Monte Gorbea | 1 de julio de 1992      | 2 x 450        | 3           | 15          | Bermeo (Vizcaya)               |
| Deneb        | 24 de enero de 2001     | 2 x 1400       | 3           | 21          | Santander (Cantabria)          |
| Castor       | 2000                    | 2 x 610        | 3           | 15          | Llanes (Asturias)              |
| Rigel        | 3 de abril de 2000      | 2 x 1.300      | 3           | 20          | Gijón (Asturias)               |
| Capella      | 20 de marzo de 2002     | 2 x 1400       | 3           | 21          | Luarca (Asturias)              |
| Alioth       | 29 de octubre de 2007   | 2 x 1400       | 3           | 21          | Burela (Lugo)                  |
| Shaula       | 1 de julio de 2001      | 2 x 1400       | 3           | 21          | Cariño (La Coruña)             |
| Betelgeuse   | septiembre de 2017      | 2 x 1400       | 3           | 22          | La Coruña                      |
| Altair       | 30 de noviembre de 2000 | 2 x 1400       | 3           | 21          | Camariñas (La Coruña)          |
| Regulus      | 1 de septiembre de 2003 | 2 x 1400       | 3           | 21          | Puerto del Son (La Coruña)     |
| Sargadelos   | 1 de febrero de 1995    | 2 x 450        | 3           | 15          | Riveira (La Coruña)            |
| Mifak        | 23 de abril de 2001     | 2 x 1400       | 3           | 21          | La Coruña                      |
| Mirach       | 2 de diciembre de 2002  | 2 x 1400       | 3           | 21          | Cangas de Morrazo (Pontevedra) |

Zona de Canarias
| Nombre     | Entrada en servicio     | Potencia (cv.) | Tripulación | Eslora (m.) | Base                              |
| ---------- | ----------------------- | -------------- | ----------- | ----------- | --------------------------------- |
| Adhara     | 11 de agosto de 2006    | 2 x 1400       | 4           | 21          | La Restinga (Tenerife)            |
| Mizar      | 12 de agosto de 2004    | 2 x 1400       | 4           | 21          | San Sebastián (La Gomera)         |
| Alpheratz  | 20 de junio de 2006     | 2 x 1400       | 4           | 21          | Los Cristianos (Tenerife)         |
| Macondo    | 2021                    | 2 x 1400       | 4           | 21.5        | Arguineguín (Gran Canaria)        |
| Izar       | 2023                    | 2 x 1400       | 4           | 22          | Gran Tarajal (Fuerteventura)      |
| Al Nair    | 2010                    | 2 x 1400       | 4           | 21          | Arrecife (Lanzarote)              |
| Nunki      | 4 de febrero de 2002    | 2 x 1400       | 3           | 21          | Las Palmas de Gran Canaria        |
| Tenerife   | 5 de septiembre de 1995 | 2 x 1250       | 3           | 20          | Santa Cruz de Tenerife            |
| Menkalinán | 5 de diciembre de 2006  | 2 x 1400       | 4           | 21          | San Juan (Tenerife)               |
| Alphard    | 3 de agosto de 2005     | 2 x 1400       | 4           | 21          | Santa Cruz de la Palma (La Palma) |

Zona del Estrecho

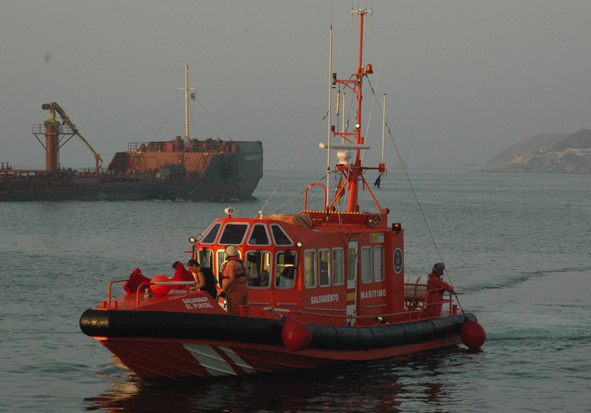
Embarcación de Salvamento Salvamar El Puntal en el Puerto de Ceuta, Ceuta.
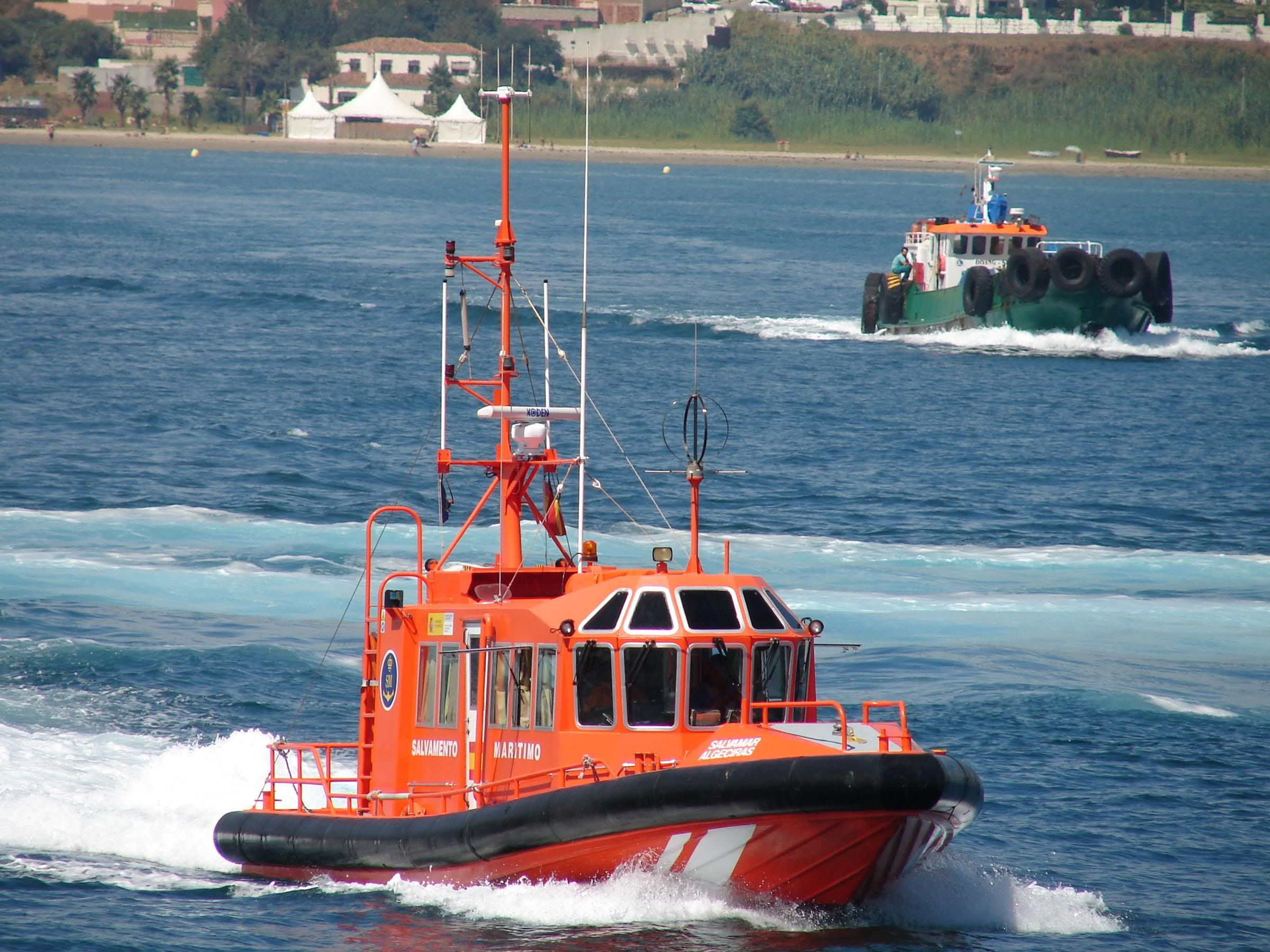
Embarcación de Salvamento Salvamar Algeciras en el Puerto de Algeciras, Algeciras (Cádiz).

| Nombre   | Entrada en servicio     | Potencia (cv.) | Tripulación | Eslora (m.) | Base      |
| -------- | ----------------------- | -------------- | ----------- | ----------- | --------- |
| Alkaid   | 12 de agosto de 2004    | 2 x 1400       | 4           | 21          | Mazagón   |
| Suhail   | 5 de agosto de 2008     | 2 x 1400       | 4           | 21          | Cádiz     |
| Enif     | 2020                    | 2 x 1400       | 4           | 21          | Barbate   |
| Arcturus | 2017                    | 2 x 1400       | 4           | 21          | Tarifa    |
| Denébola | 3 de agosto de 2005     | 2 x 1400       | 4           | 21          | Algeciras |
| Atria    | 2009                    | 2 x 1400       | 4           | 21          | Ceuta     |
| Gadir    | 12 de noviembre de 1996 | 2 x 1250       | 3           | 20          | Estepona  |
| Alnitak  | 23 de julio de 2007     | 2 x 1400       | 4           | 21          | Málaga    |
| Hamal    | 6 de noviembre de 2006  | 2 x 1400       | 4           | 21          | Caleta    |
| Gienah   | 2020                    | 2 x 1400       | 4           | 22          | Motril    |
| Mirfak   | 23 de abril de 2001     | 2 x 1400       | 3           | 21          | Melilla   |

Zona del Mediterráneo

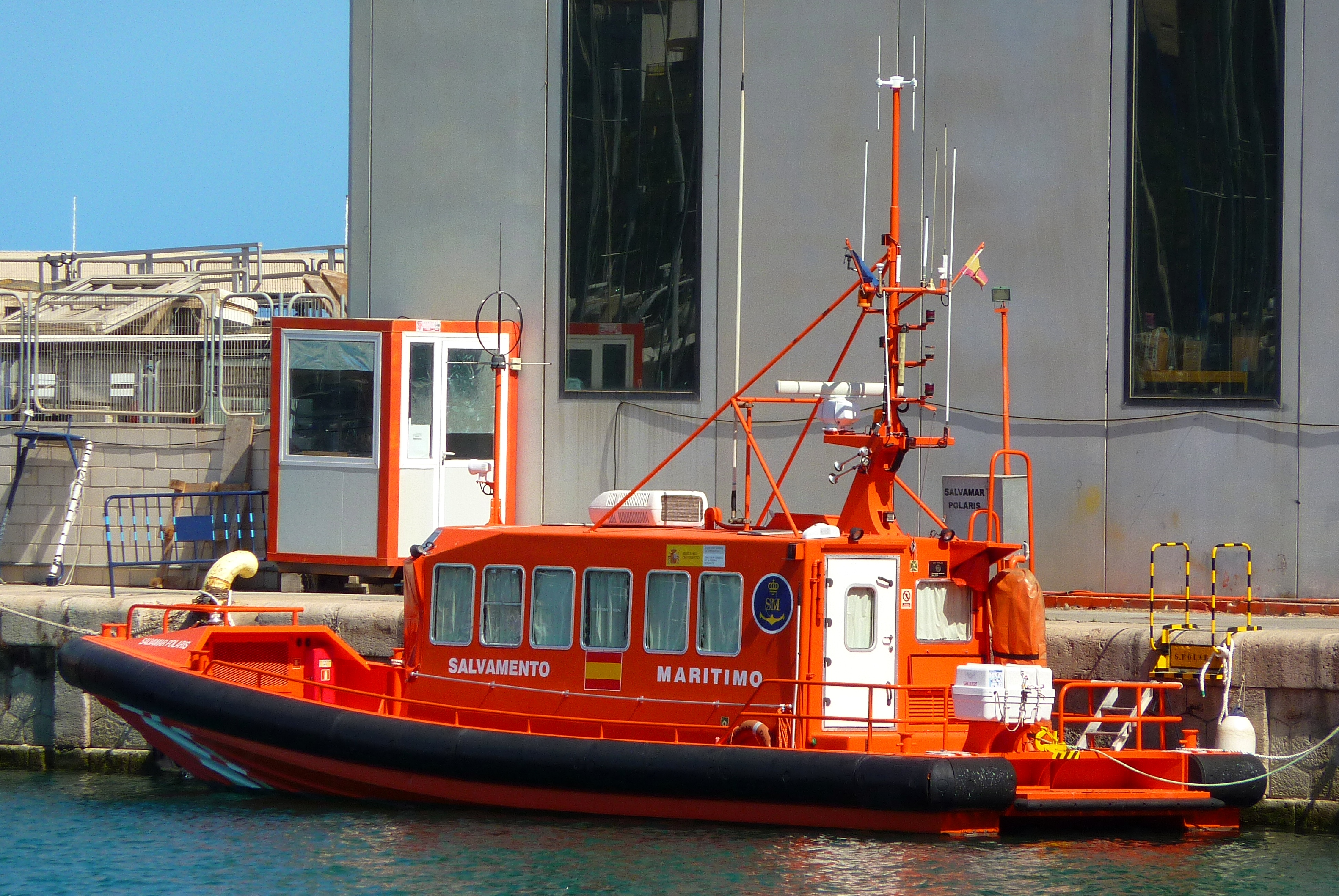
Embarcación de Salvamento Salvamar Polaris en el Puerto de Alicante, Alicante.
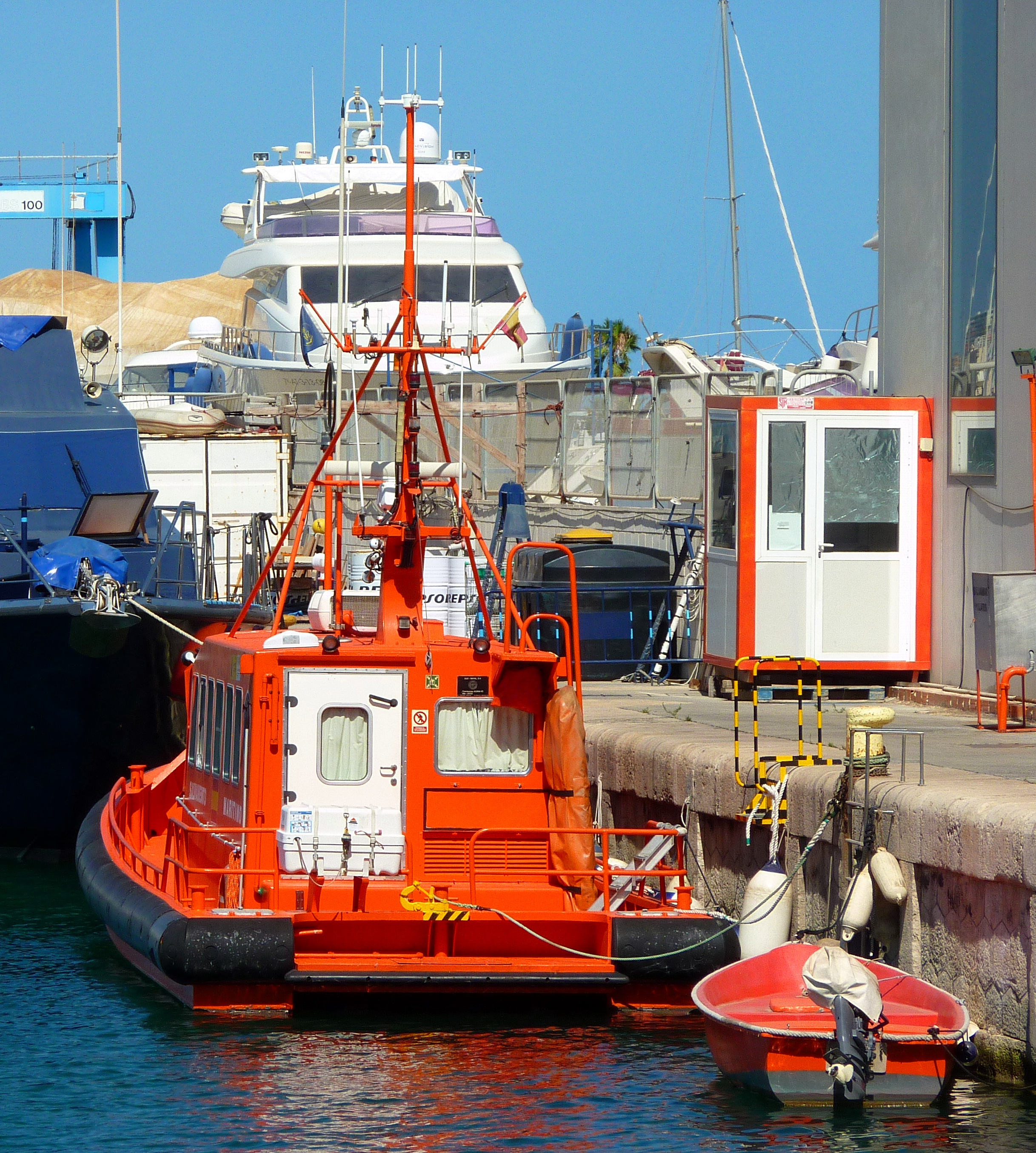
Vista por la popa de la Salvamar Polaris.

| Nombre    | Entrada en servicio    | Potencia (cv.) | Tripulación | Eslora (m.) | Base                        |
| --------- | ---------------------- | -------------- | ----------- | ----------- | --------------------------- |
| Spica     | 5 de junio de 1992     | 2 x 450        | 3           | 15          | Almería                     |
| Algenib   | 21 de octubre de 2002  | 2 x 1400       | 3           | 21          | Garrucha (Almería)          |
| Draco     | 2022                   | 2 x 1400       | 4           | 22          | Cartagena                   |
| Leo       | 4 de marzo de 2022     | 2 x 1400       | 4           | 22          | Alicante                    |
| Diphda    | 5 de diciembre de 2001 | 2 x 1400       | 3           | 21          | Jávea                       |
| Pollux    | 12 de marzo de 2001    | 2 x 1400       | 3           | 21          | Valencia                    |
| Sabik     | 26 de marzo de 2007    | 2 x 1400       | 3           | 21          | Burriana (Castellón)        |
| Achernar  | 2009                   | 2 x 1400       | 3           | 21          | San Carlos de la Rápita     |
| Fomalhaut | 2017                   | 2 x 1400       | 3           | 21          | Tarragona                   |
| Polaris   | 12 de julio de 2000    | 2 x 610        | 3           | 15          | Villanueva y Geltrú         |
| Mintaka   | 2009                   | 2 x 1400       | 3           | 21          | Barcelona                   |
| Sirius    | 20 de mayo de 2000     | 2 x 1.300      | 3           | 20          | Palamós (Gerona)            |
| Lyra      | 2023                   | 2 x 1400       | 4           | 22          | Rosas                       |
| Alnilam   | 29 de mayo de 2007     | 2 x 1400       | 3           | 21          | Puerto de la Selva (Gerona) |
| Acrux     | 11 de julio de 2003    | 2 x 1400       | 3           | 21          | Ibiza                       |
| Libertas  | 2021                   | 2 x 1400       | 4           | 22          | Portals (Baleares)          |
| Mimosa    | 2008                   | 2 x 1400       | 3           | 21          | Porto Colom (Baleares)      |
| Saiph     | 2009                   | 2 x 1400       | 3           | 21          | Alcudia (Baleares)          |
| Antares   | 20 de julio de 1999    | 2 x 1.300      | 3           | 21          | Mahón (Baleares)            |
| Markab    | 7 de mayo de 2002      | 2 x 1400       | 3           | 21          | Ciudadela (Baleares)        |

Embarcaciones de cobertura

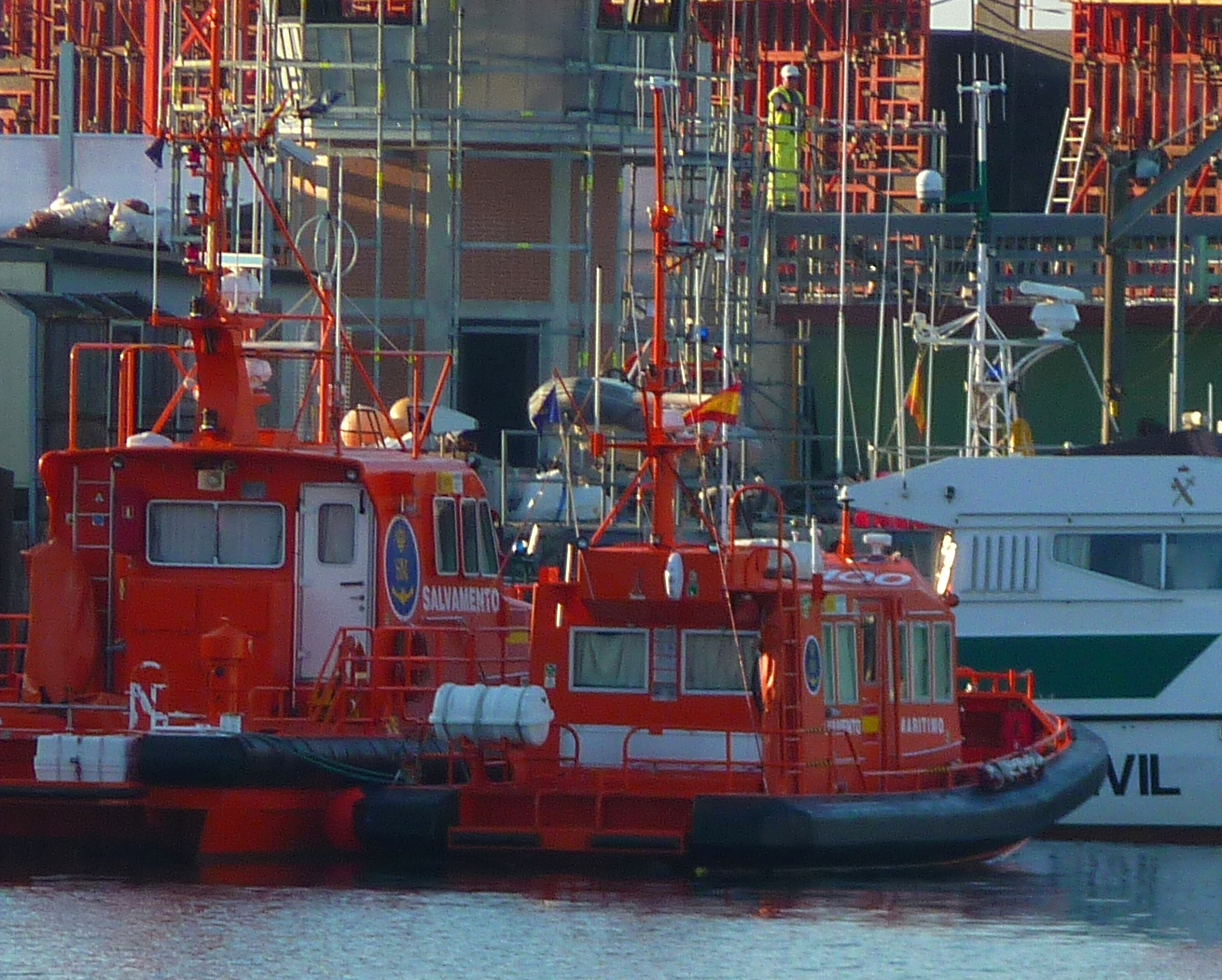
Embarcación de salvamento Salvamar Alonso Sánchez en Santander (abarloada a la Salvamar Deneb).

| Nombre         | Entrada en servicio    | Potencia (cv.) | Tripulación | Eslora (m.) | Base |
| -------------- | ---------------------- | -------------- | ----------- | ----------- | ---- |
| Alonso Sánchez | 1 de noviembre de 1992 | 2 x 450        | 3           | 15          |      |

Mediante el Plan de Actuación Conjunta, suscrito con Cruz Roja el 17 de enero de 1995, Salvamento Marítimo también cuenta para las tareas de rescate con treinta y nueve embarcaciones de menor tamaño que las Salvamar.

#### Embarcaciones de lucha contra la contaminación
| Nombre       | Entrada en servicio | Potencia (cv.) | Tripulación | Eslora (m.) | Base      |
| ------------ | ------------------- | -------------- | ----------- | ----------- | --------- |
| Urania Mella | 2009                | 540 x 2        | 10          | 73,5 m      | La Coruña |

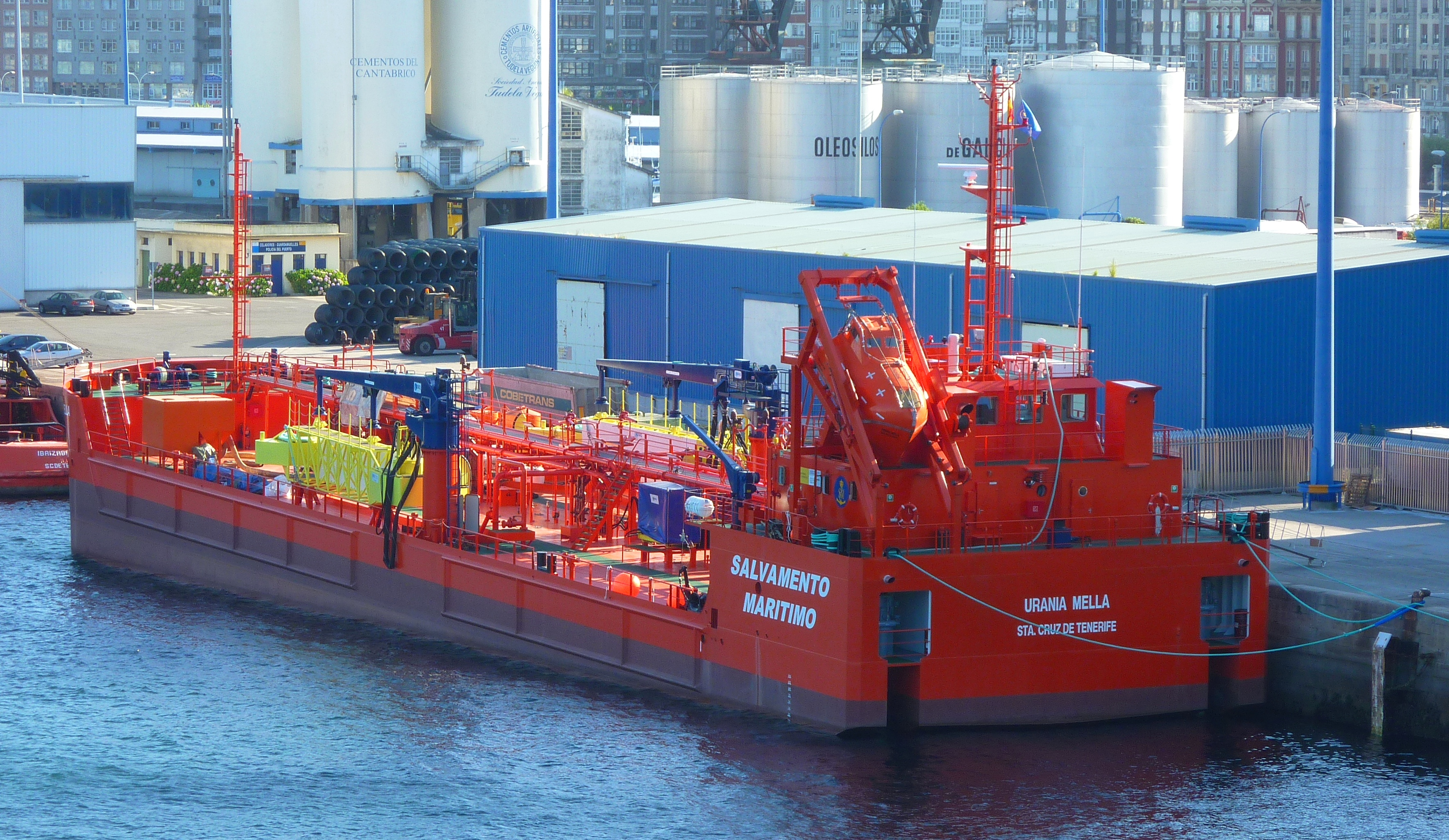
El buque de lucha contra la contaminación Urania Mella en el Puerto de La Coruña.

Para la lucha contra los vertidos contaminantes y derrames de hidrocarburos en la mar, Salvamento Marítimo cuenta con el buque recogedor, el Urania Mella. Fue construido en los Astilleros Cardama de Vigo (Pontevedra), y es una unidad fletada a Sertosa Norte, con sede en La Coruña y propiedad del Grupo Ibaizábal. Su capacidad de almacenamiento es de 3100 m³. En el año 2013 el buque fue devuelto al armador por falta de fondos de la administración (su alquiler costaba unos 80.000 euros mensuales) y reacondicionado para el suministro de bunkering en el puerto de La Coruña y en la actualidad presta servicio rebautizado con el nombre de Monte Arucas, cuyo casco también fue repintado, en esta ocasión en color negro. A pesar de ello, tanto la compañía Sertosa como la administración estatal aseguran que la lucha contra la contaminación es la función prioritaria y precisan que en caso de que se le requiera, el barco puede descargar en Ferrol y ponerse en servicio en no más de cuatro horas.

### Unidades aéreas

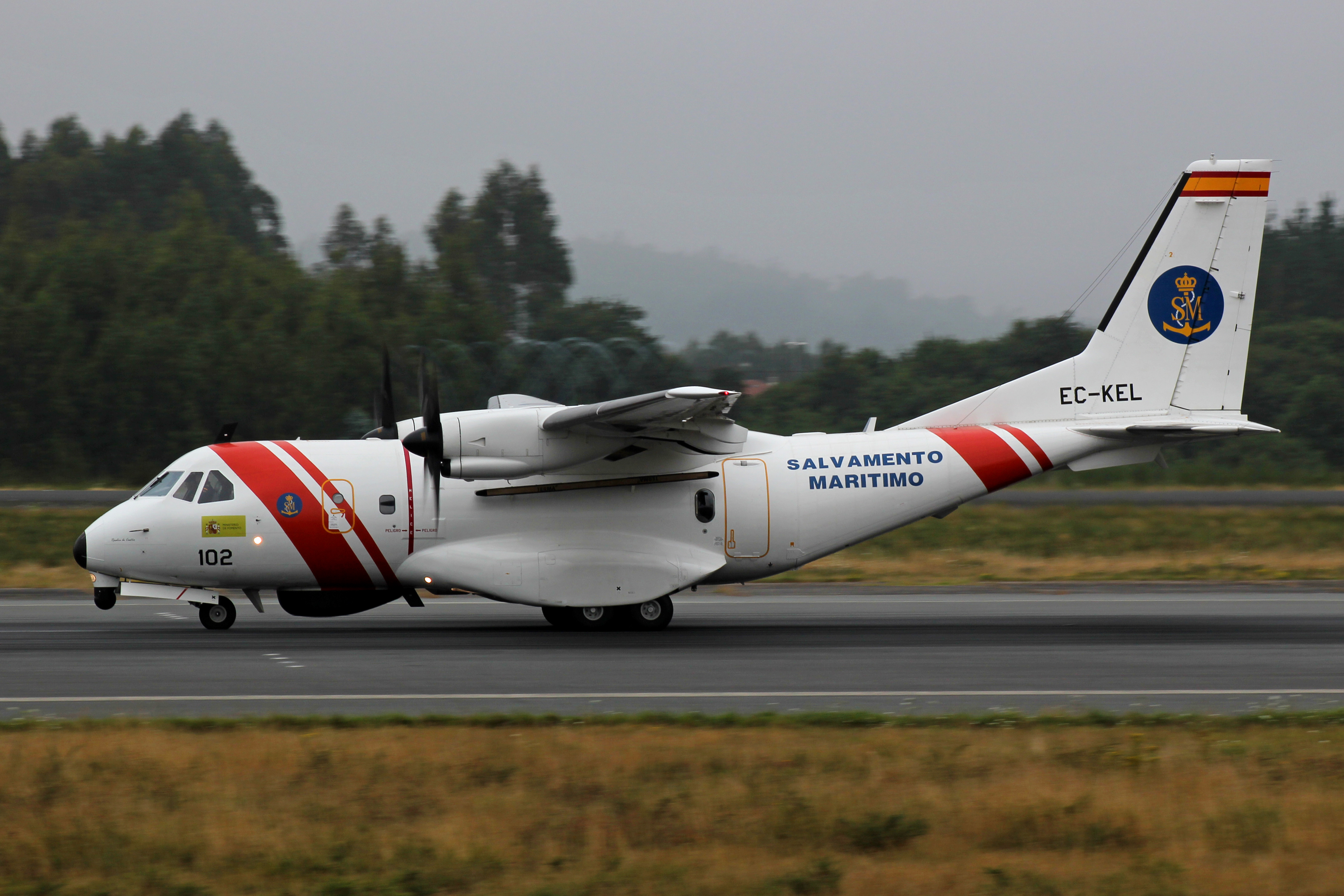
CASA CN-235-300 MP Persuader Sasemar 102, Rosalía de Castro, en Lavacolla.

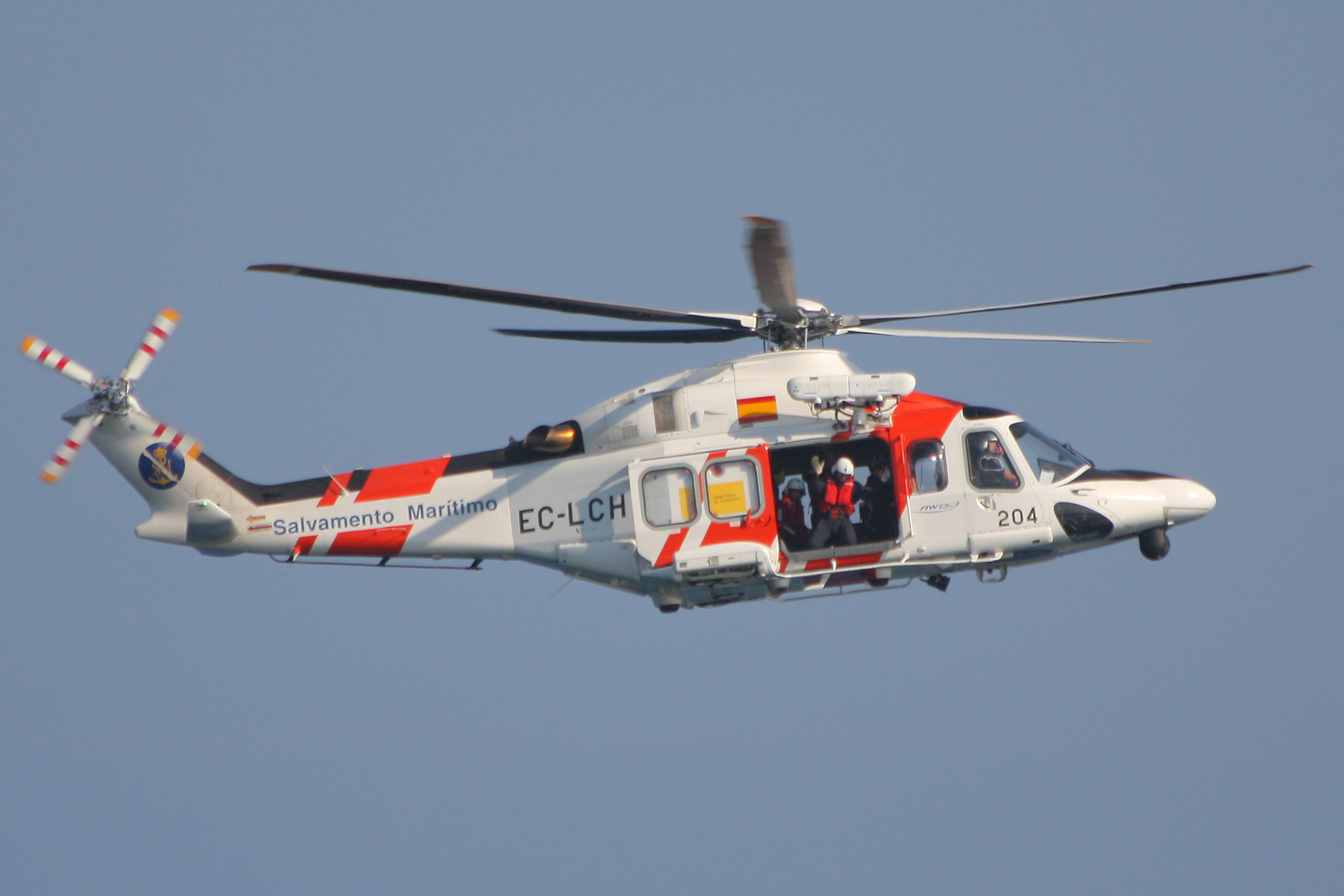
AgustaWestland AW139SAR Helimer 204 durante la Festa al Cel en Barcelona.

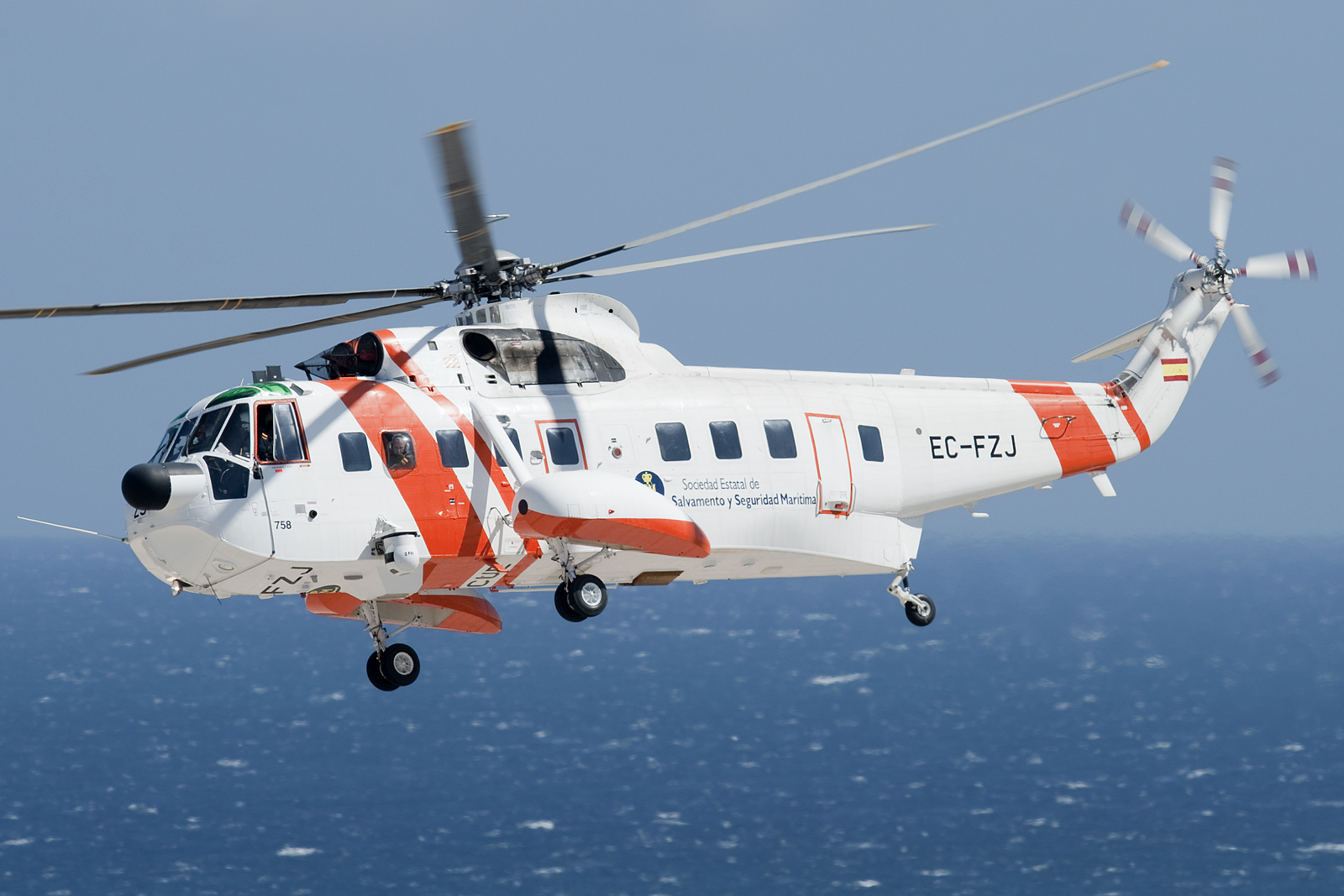
Sikorsky S-61N Mk.II Helimer 208.

Los medios aéreos son un total de once helicópteros conocidos como Helimer (más uno accidentado frente al litoral almeriense el 21 de enero de 2010) y tres aviones. Los Helimer son en su mayoría aeronaves del modelo AgustaWestland AW139, que sustituyeron en una primera tanda a los vetustos Sikorsky S-61 en servicio. Está previsto que los S-61 que quedan en servicio sean sustituidos gradualmente por aeronaves del modelo Eurocopter EC225.
Los medios aéreos están compuestos por las siguientes aeronaves:
| Aeronave                    | Origen              | Tipo                   | Versiones               | En servicio | Notas                                                                         |
| --------------------------- | ------------------- | ---------------------- | ----------------------- | ----------- | ----------------------------------------------------------------------------- |
| AgustaWestland AW139        | Italia/ Reino Unido | Helicóptero de rescate | AW139 SAR               | 8           | Un total de 9 entregados. Uno se estrelló en Almería en 2010.                 |
| Eurocopter EC225 Super Puma | Unión Europea       | Helicóptero de rescate | EC225 SAR               | 2           | En servicio como HELIMER 401 y HELIMER 402. Sustituyendo a los Sikorsky S-61. |
| CASA CN-235                 | España/ Indonesia   | Avión de patrullaje    | CN-235-300 MP Persuader | 3           |                                                                               |

Los aviones operan desde seis aeropuertos distintos:
- Aeropuerto de Valencia - CN-235-300 MP Persuader, Sasemar 101, Isabel de Villena, EC-KEK.
- Aeropuerto de Santiago de Compostela - CN-235-300 MP Persuader, Sasemar 102, Rosalía de Castro, EC-KEL.
- Aeropuerto de Gran Canaria - CN-235-300 MP Persuader, Sasemar 103, Josefina de la Torre, EC-KEM.

Los helicópteros están situados a lo largo de la costa española, en los siguientes aeropuertos:
- Aeropuerto de Palma de Mallorca - AgustaWestland AW139, Helimer 201, EC-KLM.
- Aeropuerto de Tenerife Sur - AgustaWestland AW139, Helimer 202, EC-KLN.
- Aeropuerto de Valencia - AgustaWestland AW139, Helimer 203, EC-KLV.
- Aeropuerto de Reus - AgustaWestland AW139,  Helimer 204, EC-LCH.
- Aeropuerto de Santander - AgustaWestland AW139, Helimer 205, EC-LJA.
- Puerto del Musel (Gijón) - AgustaWestland AW139, Helimer 206, EC-KXA.
- Aeropuerto de Almería - AgustaWestland AW139, Helimer 207, EC-LFP (anteriormente EC-KYR, accidentado frente a Almería).
- Aeropuerto de Gran Canaria - anteriormente Sikorsky S-61N Mk.II, Helimer 208, EC-FZJ. Pero recientemente el helicóptero de salvamento marítimo que estaba destinado en Gran Canaria no está operativo en la actualidad. Fue retirado del servicio en 2019. Actualmente, el servicio de salvamento marítimo en la zona está siendo cubierto por otros medios aéreos y marítimos de lugares cercanos.
- Aeropuerto de Jerez - , AgustaWestland AW139,  Helimer 209, EC-LFO.
- Aeropuerto de La Coruña - 2 Eurocopter EC225 Super Puma y Sikorsky S-61N Mk.II Helimer 401 y 402, EC-MCR, EC-NAA y EC-FTB respectivamente.
- Helipuerto de Cee - AgustaWestland AW139, Helimer 211, EC-LFQ.

#### Accidentes e incidentes de aeronaves
- El 21 de enero de 2010, un helicóptero AW-139SAR de la Sociedad de Salvamento y Seguridad Marítima se estrella en su regreso al aeropuerto de Almería, falleciendo 3 tripulantes.[38]

## Centro de Seguridad Marítima Integral Jovellanos
La Sociedad de Salvamento y Seguridad Marítima cuenta con un centro de formación e investigación en Gijón, el Centro de Seguridad Marítima Integral Jovellanos.

## Estadísticas de Salvamento
Desde 1998 hasta 2008, la Sociedad de Salvamento y Seguridad Marítima ha realizado las siguientes intervenciones:
Número de emergencias atendidas desde 1998 hasta 2008
| Año  | Relacionadas buques/trip | Prot. del medio marino | Señales Autom. de socorro | No relacionadas buques/trip. | Falsas alarmas | Intervenciones totales |
| ---- | ------------------------ | ---------------------- | ------------------------- | ---------------------------- | -------------- | ---------------------- |
| 1998 | 1.790                    | 242                    | 553                       | 731                          | 489            | 3.805                  |
| 1999 | 1.924                    | 218                    | 620                       | 641                          | 521            | 3.924                  |
| 2000 | 2006                     | 262                    | 591                       | 837                          | 451            | 4.147                  |
| 2001 | 2.168                    | 238                    | 602                       | 838                          | 433            | 4.279                  |
| 2002 | 2.167                    | 207                    | 632                       | 808                          | 464            | 4.278                  |
| 2003 | 2.219                    | 202                    | 587                       | 829                          | 482            | 4.319                  |
| 2004 | 2.225                    | 175                    | 480                       | 667                          | 444            | 3.991                  |
| 2005 | 2.205                    | 138                    | 504                       | 595                          | 461            | 3.903                  |
| 2006 | 2.784                    | 228                    | 451                       | 997                          | 384            | 4.884                  |
| 2007 | 2.736                    | 252                    | 512                       | 1.141                        | 355            | 4.996                  |
| 2008 | 2.765                    | 236                    | 586                       | 1.064                        | 535            | 5.086                  |